# 天正かるた
天正かるた（てんしょうかるた）とは、室町時代末期にポルトガルの貿易船の船員や商人によって日本へ伝えられたカードゲームを、1573年から1592年までの天正年間以降に国産化した、いわゆるトランプの一種で賭博の用具。また、これを使った「テンショ」「テンシュ」などの、めくり系遊技法の呼称の語源にもなっている。カルタとは、ポルトガル語で「カード」を意味する外来語で、「骨牌」「加留多」「賀留多」「歌留多」「加留太」「加留田」「加類多」「加呂多」「可留多」「刈田」「軽板」「博冊」「博牌」「角牌」「闘牌」「樗蒲」と様々な漢字が宛てられた。
棍棒（波宇,巴宇・パウ／青・アオ／花・ハナ）、刀剣（伊須波多・イスパーダ／伊須,伊寸・イス／赤・アカ／釼・ケン）、金貨（於宇留,於留,遠々留・オウル／黄金・オウゴン／太鼓・タイコ／目玉・メダマ／玉・タマ）、聖杯（古津不,骨扶,乞浮・コップ／コツ／酒盃・シュハイ／唇・クチビル／壺・ツボ／蕪・カブ／葱・ネギ／河童・カッパ）の4種類の紋標（スート）、1（豆牟・ツン／虫・ムシ／ピン）から9までの数札と女王（ソウタ／十・ジュウ）、騎馬（カバ／馬・ウマ／牟末・ンマ）、国王（レイ／切,岐利,桐・キリ／腰・コシ）の絵札で構成される計48枚。
1686年（貞享3年）、医師で歴史家の黒川道祐（どうゆう）によって漢文体で記された京都地誌『雍州府志（ようしゅうふし）』では、「＜書き下し・日本語訳＞凡そ賀留多に四種の紋有り。一種各々十二枚、通計するに四十八枚なり。一種の紋は伊須という。蛮国、剱を称して伊須波多という。この紋の形、剱に似たり。一の数より九に至る。第十、法師の形を画く。これ僧形を表するものなり。第十一は、馬に騎る人を画く。これ士を表するものなり。第十二、床に踞るの人を画く。これ庶人を表するものなり。一種は波宇と称す。蛮国、青色を称して波宇という。この紋一の数より九の数に至る。第十、第十一、第十二、前に同じ。一種の紋は古津不という。蛮国、酒盃を古津不という。これ酒盃を表するものなり。一種の紋は於宇留という。蛮国、玉を称して於宇留という。これ、玉を表するものなり」と解説されており、当時の日本人は、女王を僧侶、国王を庶人だと誤認識していた。
初期のタイプは、イタリア、スペイン、ポルトガルで使用されていたラテンタイプのカードデザインの模造であったが、国王や女王の札に描かれていた盾は、戦国時代の日本では手盾を使用しなかったからか認識されずに描かれていない。国王や騎馬の鎧兜は日本の武者風へと変化させ、75枚の「うんすんかるた」や97枚の「すんくんかるた」のように、紋標や枚数を拡張して多人数に対応したカルタが考案された。
兵庫県芦屋市にある滴翠美術館には、木版刷り手彩色の天正かるたの棍棒の国王の札が1枚だけ所蔵されており、その札の裏面には「三池住貞次（ミイケジュウサダツグ）」の銘が見られる。1638年（寛永15年）に俳人の松江重頼（しげより）によって編纂された俳諧論書『毛吹草』には、筑後（現・福岡県南部）の名産物に「三池賀留多（ミイケガルタ）」、1682年（天和2年）、近隣の西牟田村で僧侶で医師をしていた西以三によって編纂された地誌『筑後地鑑』には「三池 加留多」、1689年（元禄2年）に井原西鶴よって書かれた『一目玉鉾・巻四（ひとめたまぼこ）』にも「三池 立花和泉守殿 此所の名物賀留多」、1692年（元禄5年）の『諸國萬買物調方記録』の筑後國之分名物に「三池かるた」、1700年（元禄13年）頃に黒田藩で儒学者をしていた貝原益軒（かいばらえきけん）によって記された『扶桑記勝（ふそうきしょう）』に「三池加留多 博奕所用之具」とあり、1730年から1736年までの享保年間後期に桑林軒（そうりんけん）によって記された『歓遊桑話（かんゆうそうわ）』には「＜現代語訳＞『諸国名物考』によると、カルタは筑後国三池に始まり、そして京都において経師細工による三池筑後屋友貞などと名づけたカルタがあったが、昔の人が亡ってもその名を捨てず、それにもかかわらずその後も次第に売れ広がるので、経師細工から職業が別れて、後々いずれも今の黒裏カルタとなった。こうして日本語では万葉仮名を宛て［加類多］と言い、漢字では［骨牌］と書き、今ではほとんどが京都で作られ、他国においては製造されなくなり、ただ京都から諸国へ売り出すようになった」と書かれており、1778年（安永7年）の『校訂 筑後史・巻之六』にも「骨牌 三池村の産なり」と記されていることから、九州の三池（福岡県大牟田市）を日本のカルタ発祥の地として、1991年（平成3年）に三池カルタ・歴史資料館が設立された。
筑後国三池村（現・福岡県大牟田市）でカルタが製造された理由としては、1592年から1598年にかけて、豊臣秀吉の命による朝鮮出兵（文禄・慶長の役）に際して、肥前国松浦郡名護屋（現・佐賀県唐津市）が出兵拠点となり、全国から160を超える大名が集結し在陣し、人口が最盛期には10万人を超えており、「軍陣心休楽」としてカルタの国内需要に応じたものと考えられる。1595年（文禄4年）に日蓮宗の僧侶、日源上人が故郷の越前国五箇村（現・福井県大野市）の紙漉きの技術を筑後国溝口村（現・福岡県筑後市）や八女村（現・福岡県八女市）の人たちへ伝授していることから、三池ではこの和紙を使ってカルタを製造したものと考えられている。
岐阜市歴史博物館には、硯箱に作り替えられた板木が所蔵されており、この札のサイズは縦7.4センチ×横4.1センチと大判であることから、板木の製造時期が最も古い初期型であると考えられる。そうなると、三池とは別の地域で、初の国産カルタが作られた可能性が高くなるのだが、それを裏付ける史料は現在のところ見つかっていない。
大阪市北区にある南蛮文化館には、6枚の札が失われ不揃いではあるが、手描きで製造された天正かるたが所蔵されている。この札のサイズは縦7.3センチ×横4.5センチと硯箱板木の札の大きさに近く、1567年にベルギーで製造されたカルタのサイズが縦9.2センチ×横6.0センチなので、それよりは小型化している。京都の呉服商で大黒屋の11代当主の杉浦三郎兵衛（雅太郎）が、1940年（昭和15年）に作成した年賀葉書には、聖杯1と刀剣9の札がカラー印刷されており、南蛮文化館の所蔵品と類似する。そのため、前所有者だった可能性がある。
神戸市立博物館には、重箱に作り替えられた板木が所蔵されており、これにより天正かるた図像の全貌を窺うことができ、三池カルタ・歴史資料館では、京都の松井天狗堂や宮脇売扇庵の協力を経て復刻版を製作して展示している。この札のサイズは縦6.3センチ×横3.4センチであることから、中期型と考えられている。
2019年（令和元年）、東京都港区のサントリー美術館で6月26日から8月18日まで開催された「遊びの流儀・遊楽図の系譜」では、11枚の札が失われ不揃いではあるが、金色料紙に手描きで彩色された個人蔵の天正かるたが公開展示された。この札のサイズは縦5.3センチ×横3.2センチで、現在製造販売されている花かるた（花札）とほぼ同一サイズであることから、後期型と考えられている。

## 変遷

「南蛮カルタ」と呼ばれたものと同じ模様の1567年にベルイーで製作されたポルトガル式ドラゴンカード（6枚欠失）

16世紀のポルトガルやスペインのカードの1には竜が、刀剣と棍棒の女王は竜と格闘する様子が描かれていることから「ドラゴンカード」と呼ばれ、さらに棍棒の2には人物を入れるなどの特徴を持っていた（ポルトガル式プレイングカード参照）。
1543年（天文12年）8月25日、澳門（おうもん／マカオ）から寧波（にんぽう）へ向かう予定だった倭寇の王直（おうちょく）の密貿易船が大隅国（現・鹿児島県）の種子島に漂着すると、乗船していたポルトガル人によって火縄銃が齎され、1546年（天文15年）には、ジョルジ・アルヴァレスをカピタンとするポルトガル船が薩摩（現・鹿児島県）に通商を求めて来ている。1549年（天文18年）8月15日にはイエズス会の宣教師フランシスコ・ザビエルが薩摩出身の武士ヤジロー（池端彌次郎）に案内され、坊津（ぼうのつ）（現・鹿児島市祇園之洲町）に来着し、キリスト教（カトリック）の布教活動を開始すると、2ヶ月間で約500名が洗礼を受けた。マカオ・日本間の定期航路が開設され、平戸への来航が増えたのをきっかけに、近隣領主だった大村純忠は、1563年（永禄6年）に日本初のキリシタン大名となる。1570年（永禄13年）までに薩摩だけでも18隻のポルトガル船が来航しており、1571年（元亀2年）、純忠は長崎を港として開き、以降南蛮貿易の拠点となる。この頃にポルトガル製カルタが日本へ伝播したと考えられている。現代ではポルトガル製カルタのことを「南蛮カルタ」と呼ぶことで、国産のカルタとは区別している。奈良市の大和文華館が所蔵する国宝『松浦屏風（婦女遊楽図屏風）』には南蛮カルタが描かれている。
1581年（天正9年）、京都の日本人キリシタンの息子が賭博に耽っているというので、1570年（元亀元年）5月15日から来日しているイエズス会の司祭で京都地区の布教責任者だったグネッキ・ソルディ・オルガンティノとその父親が勧告して賭博を止める誓約をさせたが、数日後、織田信長の甥やその他の大身等と共に遊んでいたため、公に責身縄（せきしんじょう）の贖罪（しょくざい）、および80クルサード余り（当時の換算レートで約金10両、現代で約40万円）の米を施興せしめたと4月14日の書簡で報告しており、博奕カルタが使用されていたかについては明記されていないが、その可能性は極めて高いと考えられる（『切支丹の社会活動及南蛮医学』）。1587年（天正15年）6月19日、九州を平定した豊臣秀吉は、筑前箱崎（現・福岡県福岡市東区）において、長崎がイエズス会領となり要塞化され、長崎の港からキリスト教信者以外の者が奴隷として連れ去られている事などを天台宗の元僧侶である施薬院全宗（やくいんぜんそう）からの報告を受け、吉利支丹伴天連追放令（バテレン追放令）を発布した。1591年（天正18年）、徳川家康が関八州への転封となった当時の江戸での博奕の流行は目も当たられない状態で、すぐに「博奕を爲す者は死刑に処す」と宣告した。『徳川実紀』には「博徒の死刑は実に徳川氏に因りて初めて行われた刑なり」とある。
1597年（慶長2年）3月24日、土佐国（現・高知県）の戦国大名、長宗我部元親が居城である浦戸城内において制定した分国法『掟條々（長宗我部元親百箇条）』では「博奕カルタ諸勝負令二停止一（博奕カルタによる諸勝負を停止するよう言い渡す）」と禁令が出されている。この時点で禁止しなければならないほど、長宗我部家家中に博奕カルタが蔓延していたわけだが、日本の文献に「カルタ」という語句が表れるのはこれが初出であり、これ以前の文献史料には見つけられていない。1602年（慶長7年）6月の「馬市札」には「軽キ賭 ほう引 讀カルタ打候者三十日手鎖 宿過料三貫文 但五拾文以上賭致候ハ博奕同様之御仕置可申付」とある。二条城建設を理由に、同年8月までに二条柳町から六条柳町（三筋町）へ移転させられた遊廓においても天正かるたが流行していたことが『かるた遊び図』から想定できる。1605年（慶長10年）8月の『伏見城御制法』には「ばくち ほう引 双六 此外勝負禁制之事」とある。1612年（慶長17年）3月21日に江戸幕府は、江戸、京都、駿府などの直轄地において、カトリック教会の破壊と禁教令を布告しており、それに呼応するように以降のカルタ図像からは南蛮色が排除されていった。
1616年（元和2年）、後水尾天皇の側近で公家の中院通村（なかのいんみちむら）の自筆本『塵芥略記（ごみあくたりゃっき）』に「（二月）十四日、召二経師藤蔵一カルタ石川主殿頭所レ令二新刊一也［左傍注「南蛮ノアソビ物也」］分レ摺レ之」と車屋町椹木町（さわらぎちょう）下ルの経師屋藤蔵にカルタを特注したことが記されており、藤蔵は仙洞御所の御用経師でもあった。金閣寺住職の鳳林承章（ほうりんじょうしょう）の自筆本『隔蓂記（かくめいき）』の1650年（慶安3年）12月8日の項には、仙洞御所で後水尾上皇が主催した遊興の宴の際にカルタが遊ばれたことが記録されている。また、後水尾上皇は金閣寺御幸に際して稲刈りをご覧になり「わせなかて おくてかるたの 一二三（早生、中生、晩生と、刈る田にも一二三と順番がある）」と読みカルタを連想させる短歌を詠まれている。その一方で、1618年（元和4年）久保田藩（現・秋田県秋田市）江戸詰侍8名が江戸城内でカルタ賭博をしているところを重役に見つかり、追放処分となっている。
天正かるたはポルトガルから持ち込まれたカルタを模倣しつつ、携帯しやすく日本人の手に馴染むようにカードサイズの小型化が進んだ。うんすんかるたにもドラゴンが描かれているが、翼を持つ西洋の竜に馴染みのなかった日本人は火焔をまとう竜へと図像を変化させている。やがて元絵を想像することは困難だと思われるほどデフォルメされていく。これは後に仏壇に隠してあった天正かるたからキリシタンではないかと疑われて大騒ぎになる事件が起こっていることからもわかるように、そのような誤解を避けるため、聖杯の図像は天地を逆に宝珠や宝袋として描かれ、絵札は骨刷がわからなくなるほど塗り潰された。またトリックテイキング系の技法がうんすんかるたへ集約され、他の技法では紋標を明確に識別する必要がなくなったこと、余所者に賭場が荒らされるのを防ぐため意図的に図像は崩され、さらに安価でより手早く札を製造するために簡略化され、棍棒は藍色、刀剣は朱色の染料で手彩色された。
1631年（寛永8年）、六条柳町遊廓七人衆の筆頭で、寛永三名妓と呼ばれた二代目・吉野太夫（本名：松田徳子）が26歳で、京都の豪商で本阿弥光悦一門の灰屋紹益（はいやじょうえき）に身請された。『かるた遊び図』に描かれる遊女の一人には「吉野」と記入されており、同一人物が国宝『彦根屏風』にも描かれている。
1634年（寛永11年）、豪商・角倉素庵の長男の玄紀（はるのり）が安南国（ベトナム）との朱印船貿易の渡航から無事帰国できたことを感謝して、京都清水寺へ奉納した『角倉（すみのくら）船図絵馬』には、甲板で黒裏貼りのカルタに興じる人々が描かれている。これと全く同じ狩野山楽による『角倉船図屏風』が京都の天球院に所蔵されている。1638年（寛永15年）の『毛吹草』には、京都の六条坊門（すでに秀吉の方広寺大仏殿建立に伴い、この通りが五条橋通に変更されているのだが）周辺で販売されるカルタを「坊門賀留多、麁相物（そそうもの）也」と記されていることからも、六条柳町遊廓周辺には木版骨刷りの廉価版のカルタを販売する店舗があったことがわかる。同年の作者不詳の随筆『春寝覚（はるのねざめ）』では、公家たちが囲碁、双六、カルタなどの賭け事に興じるようになった当時の風潮を嘆げいている。
1640年（寛永17年）9月8日、平戸のオランダ商館長のフランソワ・カロンは、石戸藩（現・埼玉県北本市）藩主で幕府閣老の牧野信成から3代将軍の徳川家光の乳母の春日局のためにポルトガルのカルタの贈与を依頼されていたが入手できず、代わりにオランダのカルタ二面を贈ったと『オランダ商館日記』に記している。前年の1639年（寛永16年）にポルトガル船の入港が禁止されており、すでにポルトガルのカルタは入手難となっていた。
1641年（寛永18年）、京都所司代の板倉重宗により、六条柳町（三筋町）の遊廓は、朱雀野（千本七条、丹波口付近の称）への移転が命ぜられ、その移転の様子が島原の乱のように大騒動となったため、以後「島原（正式地名は西新屋敷）」と呼ばれる。その影響により、通行量が減少して集客状況に変化が生じ、カルタ屋は五条橋通を島原とは逆方向の東（鴨川方向）へと移転していくことになる。1643年（寛永20年）に刊行された俳諧論書『あぶらかす』では、松永貞徳が「是非共に 又も來らば 打やせん」の句に対して「かるたの友ぞ みねば戀しき」と付けている。1644年（寛永21年）の『誹諧千句』には、望月長孝（長好）が「読みあくる かるたのれいが 十二月（読みを遊んでいたら年が明けたけど、カルタのレイは12月だった）」という句を残している。1658年から1661年までの万治年間に成立したとされる浅井了意（りょうい）の仮名草子『東海道名所記』には、「柿かたびら 赤まへだれの 賤の女は かるたのいすの そうた人かも（柿渋を塗った帷子に赤前垂れをした身分の低い女は、カルタのイスのソウタかも）」と書かれている。
1648年（慶安元年）、1649年（慶安2年）、1652年（承応元年）、1655年（明暦元年）、「かるた博奕諸勝負堅御法度」というように、博奕カルタを禁止する江戸町触が繰り返し出されていることからも、江戸時代初期の時点において、一般庶民はもとより、大名、僧侶、公家、上皇にまで、天正かるたは広く日本国内に浸透していたことがわかる。慶安元年の町触「前々より被二仰付一候ばくち ほうびき けんねんじ かるた 何に而も諸勝負堅仕間敷事（前々より仰せつけていることだが、寶引、サイコロ、カルタを使用する博奕の諸勝負は、いずれにても堅くしまじきこと）」の「けんねんじ」とは建仁寺のことで、郷土玩具研究者の有坂與太郎が執筆した『郷土秘玩・うなゐの友第三回輪考』では、「生産地の名をかるたに冠した」と解説しているが、正しくは、建仁寺新地ので流行していた賽子3個を使用する賽賭博「三つぼ／三粒／カブ賽」の異称であり、1663年（寛文3年）8月16日に土佐藩藩主の山内忠豊が定めた『御国中在々御掟条々之事』において「博奕かるた 宝引 けんねんじ 其外諸勝負 作り小歌 停止之事」と書かれていることからも、「けんねんじ 」と「かるた」は別種の賭博であることがわかる。
1663年（寛文3年）に和算家の村松茂清が著した数学書『筭爼』、1679年（延宝7年）に俳人の広瀬惟然が編纂した俳諧集『二葉集』から、この時期には絵札の女王を「十（じゅう／とう）」、騎馬を「馬（うま）」、国王を「切（きり）」と呼んでいたことが窺える。それ以前は、女王は「sota・ソウタ」、騎馬は「cavallo（馬という意味でカバロ）」が詰まって「カバ」、国王を「rei・レイ」もしくは「chri・キリ」、竜は「um（一という意味でウン）」が訛って「ツン」もしくは「pin・ピン」と、いずれもポルトガル語風に呼んでいた。また、江戸時代は爬虫類を虫として分類されていたため、竜の札を「虫（むし）」と呼んでもいる。絵札（虫，十，馬，切）の総称を「生き物／頭付（かしらつき）」、２から９の数札のことを「貶し（けなし）／愚者（ぐじゃ）」、ゲームに使用しない札のことを「死絵（しにえ）／落絵（おちえ）」、手札が良くないことを「悪絵（あくえ）」と言った。パウ1のことを「海馬（かいば・タツノオトシゴのこと）」もしくは「蠣（かき）」と書いて「あざ」と読ませており、この語源はポルトガルにおけるゲーム用語「az・アザ」で、本来はエースを意味する「ás・アス」だったのが、オールマイティとして扱われたことから、aからzの全てを意味するように変化したものと考えられ、常に強い札ということで「虫万（むしまん）」「天下（てんか）」とも呼ばれている。女王のソウタは僧侶へと図像が変化して、パウ10を「釈迦十（しゃかじゅう）／坊主（ぼうず）／坊様（ぼんさま）」、イス10を「簾十（すだれじゅう）」もしくは「鯣十（するめじゅう）」と呼ぶようになった。この海馬と蠣、簾と鯣は、製造元の違いにより、図像の崩し方に2つの系統が存在しており、それぞれ見た目を言い表したものと考えられる。オウルやコップの得点にならない札のことを「gás・ガス／白絵（しらえ）」／素札（すふだ）／すべた」と呼んでいる。「すべた」は「espada・イスパーダ」が訛ったもので、読みカルタの技法において、イスの紋標の札は取り除かれて使用しなかったことから「役立たず」を意味するようなり、転じて「醜女」を意味するようになり、特に娼婦を卑しめて侮蔑する語と変化している。1830年（文政13年）の喜多村信節（のぶよ）の随筆『嬉遊笑覧』には「安永七八年ごろより よからぬ女をすべたと云は骨牌より出たる詞とぞ」とある。カルタ賭博のことを「絵事（えごと）」と言った。1677年（延宝5年）刊行の付句集『やぶれははき』には、京都で富裕な商家に育った俳人の信徳が詠んだ「つつましき 袋をもって 立ちすがた 君はこっぷのそうたさま也（慎ましく宝袋を持つ立ち姿、あなたはコップのソウタ様ですね）」という句が掲載されている。1679年（延宝7年）に松尾芭蕉が桃青（とうせい）と号していた頃、「おもへらく かるたは釈迦の 道なりと 親仁の説法 聞ばきくほど（考えてみれば、親父の説教を聞けば聞くほど、カルタは苦しみから逃れる釈迦の道なんだと思う）」という句を詠んでいる。
1678年（延宝6年）出版の京都地誌『京雀跡追（きょうすずめあとおい）』には「かるたや 五條高倉の東西 醍醐（だいご）町 此邊にかるたや多くあり」と書かれている。1679年（延宝7年）出版の大阪地誌『難波雀（なにわすずめ）』には「かるたや 阿波座戸屋町ノ下」と紹介されている。1684年（貞享元年）出版の『俳諧引導集』には「かるたに 今時のかるた屋 布袋屋 松葉屋 笹屋 是等の類を付るに正風体のかたい俳諧師聞ては 新し過たりといふて肝をつぶす」と書かれている。1685年（貞享2年）出版の京都地誌で観光案内書『京羽二重 巻之三』には「哥かるた所 烏丸五條下ル町 井上山城」と掲載されており、優秀と認められた職人が栄誉として国名を付した官位を名乗ることを許された受領号だと考えられている。1688年（貞享5年）出版の『正月揃 六巻』には年玉の名物として「坊門加留多」が挙げられている。1690年（元禄3年）出版の 『人倫訓蒙図彙・巻五（じんりんきんもうずい）』 の「嘉留多師」には、回転ロールに札を通過させて厚みを均等にしながら艶出しをするカルタ職人が描かれ、「かるたは阿蘭陀人（おらんだじん）の翫（もてあそぶ）之一種 各十二枚あって こっぷ おうる はう いすの四種あって合四十八枚なり 又哥かるた 詩かるたあり 哥かるた寺町通二条の上ひいなやにあり 四十八枚は五条通におほし 大坂久太良町にあり 彩色外に出してもこれをつくる也」と書かれており、挿絵には半間暖簾に布袋像が描かれていることから、布袋屋の店先だと考えられる。カルタを日本に伝えたのは阿蘭陀人ではなく、正しくは葡萄牙人（ぽるとがるじん）ということになるのだが、鎖国時においては、阿蘭陀人＝南蛮人＝異国人という認識であったのだろう。その後、オランダ人がカルタを日本へ齎したという誤った認識は大正時代まで続き、1923年（大正12年）、言語学者の新村出の著作『南蛮更紗（なんばんさらさ）』に収録された「賀留多の傳来と流行」でポルトガル由来説へと改められた。1692年（元禄5年）出版の『萬買物調方記（よろずかいものちょうほうき）』には「か・京之分 かるたや 五條高倉 布袋屋」「か・大坂之分 かるたや 下り御御堂の前」、1697年（元禄10年）出版の『国花万葉記』には「哥かるた所 井上山城 烏丸五条下」と掲載されている。同年出版の『染川集（そめかわしゅう）』には、俳諧師で蕉門十哲の一人とされる向井去来が奈良の般若寺で詠んだ「手一ぱい ゆすのかるたや つつじ山（まるで手札にいっぱいあるイスのカルタのように、躑躅山は真っ赤だ）」という句が収録されている。
京都や大阪を中心とする各製造元による地方への物品流通事情により、後に「地方札」と呼ばれる様々な札が生まれ、ローカルルール化が促進されて個別の技法が成立していった。カブ・キンゴ系統の技法に特化するために、4スートから1スートになったカルタもあり、これは現在も製造販売する「株札」へと継承されている。
1673年から1704年までの延宝年間から元禄年間にかけて、婦人や若衆などの帯の結び方で「カルタ結」が流行した。結び目の形がカルタのような長方形だったところからそう呼ばれるようになった。
1682年（天和2年）3月18日、奈良の井上町で博奕かるたに関する取締令の請書が出されている（『奈良井上町年代記抄』）。同年同月、相馬中村藩（現・福島県相馬市）で出された法度書には「碁 将棊 雙六 博奕かるた ほう引 其外諸勝負堅停止之事」と書かれている（『相馬市史5』）。1683年（天和3年）、神田鍋町2丁目（現・神田鍛冶町三丁目）の次兵衛長屋の吉左衛門方で博奕をしているのを見つけた若衆の左兵衛は中に入ると、通称くわいてう九左衛門がいたので、捕えて吉左衛門に預けてから訴え出た。吉左衛門を厳しく追及すると自供したので留置して、九左衛門の家宅捜査が行われ、カルタ博奕のコマふたつと銭700文が証拠品として押収された。吉左衛門と九左衛門の二人は、1684年（貞享元年）12月までの1年半在牢したが、朔日（さくじつ／月の第一日のこと）に公儀は御法事があり赦免されている（『江戸の犯科帳 続』）。1698年（元禄11年） 11月2日、会津藩（現・福島県会津若松市）で出された倹約令の器材の部には「かるた停止の旨」と書かれている。1702年（元禄15年） 8月9日、江戸で先手頭（さきてがしら）の赤井七郎兵衛正幸が新置の兼職、博徒考察に任命され、10月5日には賭博をしたという理由で3人が斬罪、18人が流罪となった。この処分があまりに苛酷で厳し過ぎると非難されたことで、11月21日に正幸は博徒考察を解任させられている（江戸時代無宿人の生活）。
1706年（宝永3年）11月、京都最大の色街となる七条新地（正面通から七条通）が開発される。1711年（宝永8年）に江島其磧（きせき）が書いた浮世草子『傾城禁短気（けいせいきんたんき）』には「布袋屋の骨牌代壹匁貳分」とあるので、現在価値に換算すると2,600円ぐらいで販売されていたことになる。1712年（正徳2年）に医師である寺島良安（りょうあん）によって編纂された百科事典『和漢三才図絵』には「樗蒲（かりた）」として、「青色名二巴宇ト一赤色名二伊須ト一圓形二於留ト一半圓名二骨扶ト一之四品各十二共二四十八枚＜中略＞凡ソ樗蒲ハ賤民喜テ弄レ之貴家ニ嘗テ不レ用レ之総テ好ハ二博塞ヲ一者初ハ一二銭ノ賭後ニハ出シ二金銀ヲ一為メニレ之カ衣服資財一時ニ放下シテ而盗賊多クハ出ツ二於此ヨリ（青色は巴宇と名付け、赤色は伊須と名付け、円形は於留と名付け、半円は骨扶と名付け、この四品各十二で四十八枚＜中略＞およそ樗蒲は賤民が喜んでこれを弄ぶ。貴家においてこれを用いず。総じて博奕を好む者、初めは一二銭の賭けが、後には金銀を出すようになり、そのため衣服資財を一気に放下して、しかして盗賊の多くはこれより出づ」と解説されており、この頃には図像の簡略化がほぼ完了したと考えられる。
1724年（享保9年）に儒者で文人画家の柳沢淇園（きえん）は、随筆『ひとりね』の中で「合わせかるたといふものあり 武者かるたといふものあり やくしゃかるたといふものあり あるひは常うつかぞえかるたといふ物にも色々名有事也」と書いている。1728年（享保13年）と1731年（享保16年）に鳥取藩（現・鳥取県鳥取市）でカルタと賽の売買を禁ずる藩法が出され、公事方御定書には「軽キ掛ケ之宝引よみかるた打候もの三十日手鎖」と量刑が示されている。1736年（享保21年）に三好松洛（みよししょうらく）が作った浄瑠璃『猿丸太夫鹿巻毫（さるまるだゆうしかのまきふで）』には「黒札をも見貫 此伯父の目を抜いて」という詞があり、黒裏貼りの博奕カルタのことを「黒札」と呼んでいる。1739年（元文4年）10月25日、「＜現代語訳＞町中においてきんごかるたと名付け、商賣をしている者があるそうであるが、商賣は堅くしない事。且つ又、きんごかるたを商賣している者、看板を出して堂々と商いをしている者は、早々に看板は取り除く事。この通り御達しが出されたので、家主から借家の者まで必ず御達しを守る様、厳重に申し渡す」と大坂で通達が出された。1730年（享保15年）、殊意癡（しゅいち）が記した随筆『白河燕談（しらかわえんだん）』には「加留太」の解説があり、「又唐人博奕ノ片札ハ模様所畫皆ナ異ナリレ是レニ也（また中国人の博奕の片札は、これに画かれる模様とは皆異なる）」と中国の紙牌と日本のカルタの違いが簡単ではあるが書かれている。
1716年から1736年の享保年間に江戸の織物・小間物問屋組合が作成した『三拾軒問屋記録控』の営業品目一覧には「かるた類」「自賛歌かるた」「伊勢物語かるた」「絵合かるた」「うんすんかるた」「哥かるた」が記載されており、簪、櫛など女性が使う品目に混じって書かれている。そこから、カルタが当時の女性の嗜好品でもあったことが窺える。
公儀の許可を得た寺社が勧進のために行った富籤（とみくじ）の抽選日、寺社の縁日や祭日には境内で公然と賭場が開かれた。町奉行の管轄外となる大名や武家の中間部屋や人足屋敷、荒廃して管理の甘くなっている武家屋敷や寺などでは日常的に賭場が開かれていた。常に人手不足であった大名家では、年季奉公で雇い入れた中間や火消人足たちが賭博に興じても厳しく取り締まることはなかった（『やくざ考』）。
1741年（元文6年）1月15日、久保田藩（現・秋田県秋田市）で「さいかるた商売御停止ニ被候付候」と御触書が出されている（『新秋田叢書 第14巻』）。同年、宇都宮藩（現・栃木県宇都宮市）で「差上ヶ申一礼之事（博奕かるた等禁制）」が出された（『栃木県史料所在目録 第9集』）。1742年（寛保2年）に8代将軍の徳川吉宗が編纂を命じた『公事方御定書・下巻・御定書百箇条』には、「宝引 よみかるた打者 三十日手鎖　宝引 よみかるた打同宿 過料三貫文（約7万5千円）」と規定されている。1744年（寛保4年）武州多摩郡北国分村（現・千葉県市川市）の新義真言宗正福寺の住職である卓元は、読カルタを打ったことがきっかけで、西乗院を殺害したとして、獄門処分が言い渡されている（『百箇条調書 第8巻』）。
1745年（延享2年）に出版された『改正増補 京羽二重大全 巻之三』には、「哥かるた所 烏丸通五条下ル町 井上山城 」と掲載されている。1749年（寛延2年）、紀州藩の学者の神谷養勇軒（ようゆうけん）によって編纂されたとされる日本各地の談話集『新著聞集 俗談篇 第十七』には、江戸八丁堀の茂右衛門が借家人の六兵衛の仏壇からカルタ1枚を発見し、六兵衛をキリシタンと早合点して大騒ぎとなり、後段で茂右衛門はカルタを知らぬがために粗惣（そこつ）な科（とが）を犯したとして罰せられたことが、面白おかしく書かれている。
1755年（宝暦5年）に熊本藩（現・熊本県熊本市）で定められた『十四ヶ條會所定法』においても博奕カルタを商売することが禁止され、1756年（宝暦6年）12月2日、石河政武の同心の丸山傳八郎が町人体の者ときんご博奕をしていたとして、遠島（おんとう）処分となっている（『司法資料 第221号』）。1765年（明和2年）に小浜（おばま）藩（現・福井県小浜市）で出された博奕かるた等の賭事禁止の法令に対し、庄屋は村内の百姓から連印を取り、尊守するべき旨を誓わせている。もし違反した場合には、銭1貫文（約2万5千円）を村へ差出し、責任者は村を追放するという一礼をとっている（『上根来区有文書』）。これに基づき庄屋は領主に対して請書を作成し、常にこのような形式を踏むことで法令の徹底化がはかられた（『小浜市史 通史編 上巻』）。1766年（明和3年）11月20日の夜、長崎の油屋町に住む喜助が、従弟の平兵衛宅で、古かるたを使用して、1,2文の賭け合せかるたをしているところを市中見廻りの役人に召捕らえられた。12月13日には、古かるたを所持していたことが問題視され、過料2貫文（約5万円）を3日間以内に支払うよう言い渡されている。このことを記録した犯科帳『長崎奉行所判決記録犯科帳 第2巻』の「古かるた」とは「三池かるた」であると考えられるが、他にも古かるたを使用した賭博の判決記録が『長崎奉行所判決記録犯科帳 第4巻』や『長崎奉行所判決記録犯科帳 第5巻』に見られるが、大きな問題には発展していない。
1768年（明和5年）、医師で俳諧宗匠の加藤曳尾庵（えびあん）が記した随筆『曳尾庵雑記 我衣 巻一下』には「明和五子年 めくりと言物 後には鬼を加へ鬼入といふ」と書かれており、歌舞伎役者の初代中村仲蔵（1736年〜1790年）の回顧録『月雪花寝物語』には、「きんごに狐の出來 十六御座候て狐とばかり十五に仕り取申候 はやり狐の札も問屋より出來參り申候 夫よりゆうれい出來 又鬼出來 さまざま仕り申候（キンゴに狐ができて、十六でも狐があれば十五になった。やはり狐の札は問屋が作っている。それ以降、幽霊ができ、また鬼ができ、様々あるようになった）」とその経緯が記されている。これらの札は、トランプの「ジョーカー」のようにワイルド（オールマイティ）カードとして用いられるようになるわけだが、ジョーカーは、1887年にイギリスのユニオンカード&ペーパー社が「EXTRA-JOKER」とだけ書かれたカードを入れたのが始まりとされており、それよりも100年以上前から日本では存在していたことになる。1768年（明和5年）に大坂竹本座で上演された近松半二の浄瑠璃『傾城阿波鳴門（けいせいあわのなると）』では、「こなたも粋方（すいほう）の女房なら ちっと天正（てんしょ）でも覚えそうな物じゃがなァ 今の世界に青二引かぬ者とお染久松語らぬ者は疫病を受け取るというの」という詞が出てくる。同年に出版された『明和新増 京羽二重大全 巻之三』には「哥かるた所 五条通烏丸東江入町 井上家春」と掲載されている。1770年（明和7年）、浮世絵師の橘岷江（みんこう）よる『彩画職人部類』の「賀留多」の項目には、カルタを手彩色している様子と回転ロールに札を通過させて厚みを均等にしながら艶出しする作業の様子が描かれ、「阿蘭陀人（おらんだじん）是を翫（もてあそ）ぶ 寛永のころ崎陽（きよう）の人民働てたはむれらせり ＜中略＞ 加宇（カヴ）宇牟須牟（ウンスン）などいふあり すべて南蛮國のことばなり」と書かれている。
1774年（安永3年）12月21日、江戸の三拾軒組に属する白木屋（しろきや）彦太郎、木屋九兵衛、鍵屋彦次郎の大店3軒と組外業者8軒に対して町奉行による捜索が入り、日本橋本町通1丁目にあった白木屋（後の東急百貨店日本橋店）だけでも4930面の博奕カルタが差し押さえられた。このことは御家人で文人であった大田南畝（なんぽ）の随筆『半日閑話（はんにちかんわ） 巻十三』でも「安永三年甲午十二月 此節町々めくりのかるた御制禁強し」と書かれており、元・郡山藩（現・奈良県大和郡山市）藩主で駒込にある六義園（りくぎえん）で隠居中の柳沢信鴻（のぶとき）の『宴遊日記（えんゆうにっき）』の1775年（安永4年）1月8日の項には「此頃めくり甚長し 色々の骨牌作り出すゆへ御禁制に成 売家蔵に封を付けられなとし 骨牌を江戸へ求にやれども 一切なき由にて不売」と書かれている。1775年（安永4年）4月、南新堀2丁目（現・東京都中央区新川1丁目）の由右衛門店十兵衛が「今般めくりと申博奕ニ相用候かるた商賣いたし候」と博奕カルタを販売していたということで捕縛されている。同年4月23日には奉行所の採決が下され、販売を行っていた業者39軒は過料30貫文（現代の90万円）と全ての博奕カルタが没収された。1787年（天明7年）、加藤曳尾庵の『我衣』には「其後かるた御吟味有 之八町堀山城屋と云かるた問屋入牢 此時鬼入何となく止す（その後、カルタに関する取り調べがあり、この八丁堀の山城屋というカルタ問屋が入牢となり、この時から鬼入が何となくやられなくなった）」とある。1788年（天明8年）、大田南畝が惰農子（だのうし）のペンネームが書いた『俗耳皷吹（ぞくじこい）』には「鬼娘のみせりのあかし時 きぬをめくりの鬼の耳せりの メクリかるたの札に鬼あり」とある。
幕府の取り締まり強化に伴い、京都の五条橋通に店舗を構えていた松葉屋、布袋屋、笹嶋屋（笹屋）、鶴屋は公然と博奕カルタを販売するができなくなり、表通りから姿を消すことになる。しかし、京都の高瀬川の内浜（その後・米浜、現・菊浜）地区では、博奕カルタ製造は裏家業の地場産業として脈々と継続されていった。板木は出版元の重要な財産であり、江戸時代においても、板木の無断複製を重板、類似の版を類板と称して厳しく禁止されているが、博奕カルタは製造自体が違法であるため、製造元は版権を主張することができず、重板や類板が繰り返されていった。
長崎出島の医師として採用されたカール・ペーテル・トゥーンベリが、1775年（安永4年）8月に日本に到着、翌年の1776年（安永5年）4月に10代将軍の徳川家治に謁見するため江戸を訪れ、その道中で笹嶋屋の木版骨刷り手彩色によるカルタを入手しており、この年のうちに日本を出国している。現在、このカルタはスウェーデン国立世界文化博物館に所蔵されている。
1776年（安永5年）出版の竹原春朝斎（しゅんちょうさい）の『枕童児抜差万遍玉茎（まくらどうじぬきさしまんべんたまぐき）』には、「此春、相借家の小息子、てんしゃう、むべ山の手なぐさみの折節」と書かれている。1779年（安永8年）8月4日、小普請組須摩良川、折々（おりおり）女郎屋で町人とめくりカルタの博奕を打ち、剰（あまつさ）え町人の伜（せがれ）を唆（そそのか）して、親の金を盗み出させなどした咎（とが）で、連累（れんるい）の大橋傳七郎、伊藤勘助と共に遠島（『寛政改革と柳樽の改版』）。同年、時雨庵の『百安楚飛（ひゃくあそび）』には「むべ山という事ありて、哥かるたをもって金銀の勝負をあらそふ博奕の趣向にしたり」とあり、1780年（安永9年）に出版された洒落本『玉菊灯籠弁』（作・南陀伽紫蘭）では「役者でいわばゑび蔵か、めくりなら仲蔵、むべ山ならば文屋のやすひでといふ人だが」と書かれており、志水燕十（えんじゅう）の『一騎夜行・二巻』にも「むべ山かるた」に関する記述が見られる。この安永年間の時点で、百人一首をアレンジしたビンゴ賭博「むべ山かるた」が存在していたことを示している。
1781年（天明元年）2月17日、本庄己之助と云う者が、常々メクリ博奕を打ち廻わり、ある賭場で喧嘩が始まって怪我人の出来た際に、連累とさせれることを恐れ、自ら髪を剃り逃げ隠れていた罪で遠島（『東京市史稿 市街篇第二十九』）。1783年（天明3年）に佐賀藩神埼代官所が定めた『教諭御書附』では、博奕かるたを販売した者には初犯で銀10目（現代の5万円）、初めて購入した者には銀20目（現代の10万円）の過料と書かれている。『佐賀県史 中巻 (近世篇)』によると、その後の佐賀藩では「給人（武士）が博奕した場合はこれまで通り浪人を命じられる。諸勝負も同然であるが趣によっては吟味して御手当（処置）をする。一般庶民の博奕は初犯は科銀（罰金）三十匁（現在の約5万円）、但し、趣によっては親兄弟にも科する。再犯は五十日、再々犯（三犯）は一か年、四犯は一か年半の徒罪、五度に及んだものは趣によっては死罪ということになっている。博奕のかるたや賽を売ったものも初犯は三十匁の科銀、二犯は一か年、三犯は一か年半、四犯は二か年、五犯は死罪になった」と厳しく処罰されていたことが書かれている。1784年（天明4年）出版の『京羽二重大全・三』には、「哥かるた所 寺町御池下ル町 大和屋勘兵衛」と掲載されている。1788年（天明8年）8月、江戸で金田惣兵衛の妻とみが、100文、200文（現代の3千円、6千円）をかけて、よみかるた、廻筒に宝引き、独楽博奕などを行ったとして、武士方の身分ということから遠島処分となっている（『賭博1』）。
1775年から1789年までの安永年間から天明年間にかけて、山東京伝、市場通笑、恋川春町、朋誠堂喜三二といった戯作者たちが、幕府のカルタ弾圧を茶化すように、メクリかるたの場面を描いた黄表紙を立て続けに発表している。それでも公儀を憚り、物語の時代設定を鎌倉時代や戦国時代に変更したり、登場人物を妖怪や化物にするなど苦心している。1790年（寛政2年）5月に出された町触では、「子供持遊び草子絵本等 古代之事によそへ 不束（ふつつか）成る儀作り出候類相見え候 以来無用に可致候（時代設定を変更したとしても不調法な事を作り出してはならない）」と出版統制に乗り出した。同年に出版された山東京伝の『冷哉汲立清水記（ひゃっこいくみたてせいすいき）』がメクリかるたの場面を描いた黄表紙の最後となった。
1789年（寛政元年）に出版された『新板会咄 御秡川（おはらいがわ）』にある「これは下々に慰みまする天正がるたと申しまして」が、文献における「天正かるた」という語句の初出だと考えられている。1791年（寛政3年）8月18日の江戸町触では「博奕に限り用候かるた札は賣買致間敷儀勿論に候處 心得違之者も有レ之趣相聞不埒之事に候 右之外にも總而（すべて）博奕に而巳（らくのみ）用候品致二賣買一おひては 其品取上 咎申付候間 其旨可二心得一者也」と賭博用カルタの売買を禁止しており、寛政の改革において、全国的にその取り締まりが強化された。1792年（寛政4年）12月に『尾府（尾張国のこと）刑法規則』では「初めかるた打 咎申付候者 追て尚又かるた幷（ならびに）博奕打候得ば 十日牢舎」と制定。1793年（寛政5年）5月、幕府領中野陣屋（現・長野県中野市）の所在地である高井郡中野村で、三笠附（俳諧でいろは21字のうち、3字を当てるクイズ形式の賭博）やめくりカルタ博奕が行われていたことが発覚して、領内の百姓11人、鍛冶職人1人、寺僧1人、神官2人、穢多2人の計17人が捕らえられた。胴元は中野村の藤左衛門で、百姓の中には名主もいれば、借家住まいで日雇い稼ぎをする貧農層もいた（『長野県立歴史館研究紀要 (3)』）。また同年、和泉国大沢村（現・大阪府和泉市）の天台宗愛染院の住職の観行ほか3人が「壱貮匁之てんしゃうと唱へ候かるた博奕いたし候」ということで処罰されている（『御仕置例類集 第3冊』）。1794年（寛政6年）11月、高野山聖方吉祥院の住職の快道がひと勝負50文から100文位迄（現代の1千5百円から3千円ぐらい）の賭銭できんごカルタをしたとして、僧の身分を剥奪された上に追放処分となっている（『御仕置例類集 第3冊』）。その一方で土佐藩では、1794年（寛政6年）から、読みカルタは博奕というほど不当ではないものとしている（『諸藩の刑罰』）。1795年（寛政7年）、町医師円宅の妻せき外二人がむべ山かるたで高額博奕をして捕縛され急度叱り。1796年（寛政8年）6月、京都四条通の大黒屋武兵衛ほか13人が、本業が不景気なのを理由に、めくりカルタの札を内職して売り捌いたとして捕縛されている（『古事類苑 法律部７』）。1799年（寛政11年）武州橘樹郡梶ヶ谷村（現・神奈川県川崎市）の天台宗西福寺住職の灌空が境内を解放して村の者たちを集め、めくりカルタ博奕を開帳したとして、僧の身分を剥奪された上に追放処分となっている（『御仕置例類集 第3冊』）。1800年（寛政12年）、甲斐国（現・山梨県）八代郡下大鳥居村の定吉ほか4人が「背御法度、両度天正かるたいたし候儀」ということで処罰されている（『御仕置例類集 第3冊』）。盛岡藩（現・岩手県盛岡市）の郷土史家の横川良助が記した『見聞隋筆 巻之十三』には、「正月子供の読かるたは慰にて 古来より在る之事にて 何の害にも無之御構無之処 少々の読かるた打候而も博奕の科に申付る事（正月に子供がするような読みカルタは、古くからある慰みで何の害もないのでお構いなかったが、少々の読みカルタを打ったとしても博奕罪として申し付ける事となった）」と記されている。
博奕に対する刑罰は、諸藩によってもまちまちで、重くて自由刑の追放、次が追払い、あるいは軽敲や重敲といった叱りのほかに財産刑として過料が科せられた。過料は2貫文から5貫文（現代の約6万円から約15万円）の間で、その者の身上に応じて科し、7日以内に納めさせた。過料が払えない者に対しては日数を定めて手鎖に処している。支配階級である武士や聖職者である僧侶に対しては厳しく、比較的、庶民に対しては緩やかなものであった（『長岡の歴史 第2巻』）。
天正かるた系の博奕カルタの売り買いが禁止されてるのに対して、百人一首や三十六歌仙などの哥カルタやイロハ譬（たと）えかるた、漢詩かるた、繪口合かるたに対しては公許されていた。1773年（安永2年）12月の柳沢信鴻の『宴遊日記』には「儀助に花合せ骨牌お隆貰ふ」と書かれており、お隆とは藩士村井氏女で信鴻の世話をしていた愛妾（あいしょう）であり、儀助とは井上家春のことだと考えられる。山口屋儀助（井上家春）が、1688年から1704年までの元禄年間にはすでに成立していた百花400枚構成の「花合せかるた」の中から48枚を選び、中途半端ながらも和歌を添え、哥カルタであるかのように偽装して木版合羽摺による「武蔵野」を販売開始したのは、めくりカルタを公然と販売することができなくなった、1789年から1801年の寛政年間のことであり、主な地域として、江戸を中心とした武蔵国（関東地方）へめくりカルタの代用品として供給するため、芒に満月の札を箱にあしらい、武蔵野で遊ばれるに相応しいイメージを打ち出した商品であったと考えられる。昭和期まで東京方面へ供給されるメクリ系地方札が存在しない理由もこれに起因しており、花かるたの隆盛へと繋っていく。
関東は幕府直轄領、大名領、旗本知行地などが入り乱れており、賭博犯が他所に逃げ込んでしまうと領内を超えて捜査や追跡はなかなかスムーズに出来ないという問題を幕府は抱えていたため、1805年（文化2年）6月、関東取締出役を設置すると、関東の農村における博徒や無宿等の犯罪取締りに当たらせた。
1805年（文化2年）11月10日、大田南畝の日記『小春紀行 下之巻』には、「深見氏の家に古き加留多の札をもてりとて 携（たずさ）へ来りて示す 其中の一枚を乞ひ得て帰れり そのかるたの表に路牀（ろしょう）の人あり［キリと云う紙牌也］ 背に金箔の御門［葵］ありて下に三池貞次とあり［その紙牌の背にことごとく御紋あるにはあらず ただ一の紙牌とキリの紙牌にのみ御紋ありて 二三四より九十馬までは ただ三池貞次とのみあり］これは古へ御陣中に玩び給へる紙牌なりといひ傳へり」と長崎から江戸へ戻る旅中の三河岡崎での出来事が書かれている。この裏側に葵の御紋が入った天正かるたを模写した絵が、1911年（明治44年）に郷土玩具研究者の淸水晴風が出版した玩具図録『うなゐの友・第五編』に掲載されており、「我國最古のうんすんかるた三池貞次これを作り徳川幕府に献ぜしものなりといふ」と注釈が添えられている。このカルタの実物は実業家で安田財閥の祖・安田善次郎による東京市本所区（現・墨田区）にあった松廼舎（まつのや）文庫で所蔵していたが、1923年（大正12年）9月1日に起きた関東大震災で消失したとされている（『民藝 (97)』ウンスンかるた）。
1806年（文化3年）11月、高崎藩の前箱田村（現・前橋市前箱田町）で、カルタを所持していた平蔵が自宅で、同じ村の寅松と茂七と1,2文の賭けカルタをしたとして、3人とも牢屋敷前で腹ばいにされ、肩や背中や尻をムチで50回打たれる、軽敲（けいたたき）の刑に処されている（『藩法集 第5』）。1807年（文化4年）12月、西村山（現・山形県）の幕府領において「近頃 花かるたと申もの 正月遊と名付 手遊いたし候由 其内には賭けの勝負も有の段相聞以の外の事候 子供遊たりとも博奕らしき勝負事兼候 御停止の事候の間無の様に急度可被申付候」（『御触記録帳より見たる郷土の世相』）と御触書が出されている。1809年（文化6年）、幸作、幸次、定七の3人は江戸表で盗みを働き、入墨の上、佐渡島へ遠島処分となり、金穿（かなほり）大工として従事していたが、3文または6文賭けのかるた博奕宿を開き、その手合いにも加わっていたことが発覚し、肩や背中や尻をムチで100回打たれる、重敲（じゅうたたき）の上、20日間の敷内追込（しきないおいこめ／鉱夫の刑罰として抗内に閉込めて外出禁止）の処分が下された。定七はその途中で病死している（『佐渡相川の歴史 資料集10』）。同年11月、甚太郎という御賄六尺（江戸城内の台所で雑用を行う者）が自宅で、玉井孫三郎、善藏、金五郎、嘉太夫が手合いに加わり、2,3文賭けのめくりカルタをしていたとして、身分の軽い者ではあるが御扶持を頂いている者にあるまじき不届きということで、遠島処分となっている（『近世法制史料集 第3巻』）。
1809年（文化6年）から1813年（文化10年）まで日本に滞在した出島のオランダ商館荷倉役（倉庫番）のヤン・コック・ブロンホフは、「地天正」と呼ばれる布袋屋の木版骨刷り手彩色で作られたカルタを入手しており、オランダに持ち帰っている。ただし、この時点で既に布袋屋は存続しておらず、布袋屋が京都の五条橋通醍醐町に店を構えていた1673年から1681年の延宝年間に作られた板木で刷られたカルタである可能性が高い。現在このカルタは、オランダのライデン国立民族学博物館が所蔵する。
1811年（文化8年）に出版された『文化増補 京都二重大全 三下』には、「哥かるた所 五条塩竃町 井上家春事 山口屋儀助」と掲載されている。
1818年から1830年までの文政年間に、随筆家の山崎美成（よししげ）によって書かれた『博戯犀照（ばくぎさいしょう）』では、天正かるたについて「これは今も世にある所の四十八枚のかるた也 天正としも云よしは 初まりの一枚に ことに見事に彩色で その札に天正金入極上仕入の八字あり 故に世に目して天正かるたといへり 此かるたに昔し今の打やう異なり むかしはよみといひてこの戯をなし 後にはめくりといへり これは人々にわかちたるあとの札を重ねてふせ置 一札一札に引めくりて 人々手に持たらん札とあはせ見て勝負をつくるなり」と解説されている。この「天正金入極上仕入」と記入された札の現存品は確認されていない。また、1824年（文政7年）に山崎美成が記した『耽奇漫録（たんきまんろく）』では、「うんすんかるた」の同異品として桜のスートのカルタの図絵が掲載されている。そのことから、４スート12ランクの花カルタが考案されていたことが窺えるが、現存品は確認されていない。めくりカルタの説明として「明和安永の頃大に流行、寛政のころ厳しく停止仰出され、此札賣買ならぬるになりぬ」と書かれている。
1821年（文政4年）4月10日、津山藩（現・岡山県津山市）の藩医で蘭学者の宇田川榕菴（ようあん）がヤン・コック・ブロンホフがオランダから持ち込んだドイツ製カルタを模写している。1735年（享保20年）頃に掛合（かけや）村（現・島根県雲南市掛合町）の医師の清水葦庵（いあん）が長崎へ留学した際に習得した「絵取り」と呼ばれる技法が地元に伝承していて、現在では「掛合トランプ」と呼ばれている。また、1751年から1764年までの宝暦年間に林子平が長崎で入手した「阿蘭陀加留多二葉」が仙台市博物館に収蔵されている。明確な時期は特定されていないが、江戸時代に青森県津軽地方では「五人関係（ゴニンカン）」と呼ばれるジョーカーを含める53枚のトランプを使用したトリックテイキングゲームが伝承されている。
1823年（文政6年）8月から1829年（文政12年）まで日本に滞在した出島のオランダ商館医のフィリップ・フランツ・フォン・シーボルトは、「加義哉（かぎや）」と呼ばれる銭屋の博奕カルタを入手しており、1826年（文政9年）にはオランダ商館長の江戸参府に随行して、11代将軍徳川家斉に謁見したこの年にはライデンへ送ったと思われる。このカルタは現在、オランダのライデン国立民族学博物館が所蔵する。
1825年（文政8年）12月29日、甲州巨摩郡西嶋村（現・山梨県南巨摩郡身延町西嶋）の長百姓の勝五郎と百姓の定兵衛は、5,60文（1,500円）を賭け、てんせうかるたをしたとして、重敲の刑に処されている（『甲斐叢書 第7巻』）。1827年（文政10年）、河内富田村の利兵衛が「かるたを以ていたし候 きんごと唱候博奕」と処罰された記録が残されている（『時の法令 10月3日(438)』）。
濵松謌國（うたくに）が記した摂津国の雑記『摂陽奇観（せつようきかん）』の、1819年（文政2年）の正月の項に「當春 花合停止 武蔵野ともいふ歌留多也」とある。1830年（天保元年）出版の春画本『春色松の栄』では、新吉原の遊女たちが「花かるた」で戯れる場面の浮世絵が不器用又平（歌川国貞）により描かれている。1831年（天保2年）2月19日、奉行所より品川や新吉原の年番名主に宛てて「花かるた 花合又は歌舞伎役者紋尽等と唱へ めくり札に紛敷品種々拵賣捌候者有之儀候 條以来賣買者堅爲相止云々（紛らわしき品を色々と拵え、売り捌く者がある由、不埒の儀であるゆえ、以後堅く禁ずる）」と通達が出された（『掏摸・賭博』）。同年出版の『商人買物獨案内』には、哥かるたを販売する店舗として、京都の五条柳馬場角にあった山口屋儀助と冨小路四条下ルにあった清水屋次兵衛が掲載されている。
1831年（天保2年）5月18日、勘定奉行の曽我豊後守（そがぶんごのかみ）からの返書として「賭銭之多少に不レ拘 賽を以いたし候は博奕 かるたを以いたし候は よみかるた又はめくりかるたなどと相唱 賭事と申は一體之名目にて 賭銭の多少等に寄候て唱候に無レ之【帳會記】」と記録されている（『日本財政経済史料 第10訂』）。同年9月7日、長崎村小嶋郷の金蔵が、梅園社内芝居明小屋において、名前も知らぬ者と、10文、20文を賭けためくりカルタをしたと自首してきたので、長崎奉行所は手鎖50日の刑に処している（『長崎奉行所判決記録犯科帳 第8巻』）。1832年（天保3年）8月、江戸で「博奕に限り用候かるた札は賣買致間敷儀勿論に候處、心得違之者も有レ之趣、相聞不埒之事に候、右之外にも、總而博奕に而巳用候品、致二賣買一おひては、其品取上、咎申付候間、其旨可心得者也（博奕に限って用いられるカルタ札の売買は勿論禁止されているのに、これを心得ていない者がいると聞き不埒である。この他にも博奕に用いられる品を売買した場合には、全てその品を取り上げ、咎を申し付けるのでその旨を心得るように）」という町触が出ている（『古事類苑 遊戯部２』）。1838年（天保9年）11月7日夜、三城目村（現・福島県西白河郡矢吹町）の百姓・新兵衛宅で三人のめくり賭博があり、その際、めくり札1枚につき5文ずつ賭けている。同月24日夜には留吉宅でもめくり賭博が行われ、そこへ村方の役元から呼び出しが来て、留吉は厳しく問い糾され、村方評議の上で過怠として隣家向家へ籾3俵ずつ差し出すこととなり、この事件は白河藩の耳に入ったことから、1839年（天保10年）12月に郡奉行所から新兵衛は急度呵、留吉は手鎖10日、庄屋組頭はすぐに訴え出なかったことで急度呵となった（『日本風俗史学会会誌 3』）。1841年（天保12年）、神戸村で大規模な天正かるた賭博が摘発されている。このことは、2017年（平成29年）から、神戸市文化財課と神戸大学大学院人文学研究科地域連携センターが共同調査して、2020年（令和2年）に『「神戸村文書」の世界』として刊行された。1842年（天保13年）10月、飯石郡（現・島根県出雲市）で交付された『飯石郡御締合申談書』には、「店方にて福引紙並博奕かるた賣候儀決て不二相成一」と博奕カルタの販売が禁止されている。同年11月に福岡藩直方で交付された『百姓心得書』では、博奕カルタの販売が禁止されている。同年12月に京都の町触では、「早春女子共の慰に事よせ 花合 絵雙六 又はむさし抔と唱え 賭的取遣ひ等は決而為致間敷候」と花合せや絵雙六、十六むさしを賭博に使用しないよう警告が出されている（『京都町触集成 第11巻』）。
1837年（天保8年）から風俗史家の喜田川守貞が起稿した風俗誌『守貞漫稿 第二十八（もりさだまんこう）』には「カルタ：今刈田ノ字ヲ付ス 世事談日 賀留多ハ阿蘭陀人玩々寛永ノ頃長崎港へ人民倣テ戯トセリ 此四品十二枚ニ四種ノ紋アリ 一種ハ伊須ト云南蛮ニハ剣ヲ伊須波多ト云ニ因テ此紋劔ノ状ヲ画リ 又波宇ト云青色ヲハウト云 此紋青色ヲ以テ彩ル 又古津不ト云ハ酒杯ヲ云酒杯ノ形ヲ画リ又於宇留ト云 是ハ玉ヲ称シテオウルト云 則玉ノ形アリ ＜中略＞ 又加宇 宇牟須牟ナド云アリ スベテ南蛮国ノ詞也云々 今世 金五札ト云アリ 金銭ヲ賭也 十五ヲ成数トスルノ勝負也 是バクチノ一種 厳禁也」と書かれている。ほぼ『彩画職人部』に書かれている内容と重複する。さらに「花合：是モ小牌ニ櫻梅桐菊杜若等ヲ彩画シ勝負ヲナスノ戯レ也 或ハ賭スルモノアリ」と書かれている。
1844年（弘化元年）、尾張藩（現・愛知県名古屋市）では、村方に対して「博奕賭之事ニ相用候かるた絵等 売出候儀は不相成事候処 近来 花合抔と唱候かるた絵売出し 自然と賭事も致出来候哉相聞 不都合之事候 已来 先前ゟ有来候百人一首歌かるた之外 右躰花合抔と唱候かるた絵等一切売出申間敷事（博奕賭け事に用いるカルタを売り出すことは許されないことなのに、近頃、花合などと呼ばれるカルタを売り出し、自然と賭け事もできると聞いている。これは不都合な事である。以降は以前よりある百人一首を除いて、このような花合などと呼ばれるカルタ等は一切売り出さぬこと）」と触れが出されている。（『新編一宮市史 資料編第8』）
1851年（嘉永4年）、尾張藩藩士の吉田雀巣庵（じゃくそうあん）が出版した『尾張名古屋博物會目録 十三回』には、三池住貞次の天正かるたのコップのキリの札の模写が掲載されている。目録には「カルタ 十二」とあるので、この時点で1枚だけしかなかったと思われる。250年以上前に製造されたカルタだけに、たった1枚でも骨董価値が高まり珍重されている。この現存品は確認されていない。1852年（嘉永5年）8月2日、守山藩（現・福島県郡山市）では賭博「花めくり」で召捕らえられたという記録がある（『福島史学研究 (26)』）。
1859年（安政6年）にオランダ貿易会社顧問として再来日したフィリップ・フランツ・フォン・シーボルトは、むべ山かるたを入手しており、1862年（文久2年）5月、多数の収集品とともに長崎から帰国。このカルタは現在、オランダのライデン国立民族学博物館が所蔵する。
1859年（安政6年）1月5日、出石藩（現・兵庫県豊岡市）では、町方へ読みカルタなど博奕御禁制の触が出されている。1860年（万延元年）11月、大野藩（現・福井県大野市）では「かるた等売買之者止宿差留申込渡」として、カルタだけでなく花合（花札）の売り買いが禁止されている（『大野市史 第9巻』）。1864年（元治元年）1月25日、足利本町寺中（現・栃木県足利市）の源八借家清十郎宅で、同人借家喜助、同人厄介（世話になっている同居人）新五郎、清兵衛後家借家又蔵、同人借家清三郎、由兵衛借家惣五郎、久蔵借家茂太郎の8人がカルタ札博奕に打ち興じていたところ、市中見廻りの役人に召捕らえられた。その場にあったカルタ2面と場銭1貫421文（現代の約4万3千円）が没収された。3月4日に下った判決は、開張者の清十郎には5貫文（現代の15万円）の過料、他の7人には3貫文（現代の約9万円）の過料銭であった（『近代足利市史 第1巻』）。
1868年（慶応4年）9月8日、慶応4年を明治元年とする明治改元の詔が発せられ、この年に『甲斐国御法度書（かいこくごはっとがき）』が定められており、「博奕かるた惣而（そうじて）賭の諸勝負堅く禁制之事」とある。明治維新後の新政府は『仮刑律・雑犯』の編纂を始め、基本的には徳川時代と同様に博奕カルタの製造販売を禁止した。1870年（明治3年）12月には『新律綱領』を発布すると、1873年（明治6年）6月13日には『改定律例』が施行され、その第271条には「凡（およそ）博戯ニ用フル骰子 骨牌ヲ売ル者ハ賭博罪ト同罪 再犯ハ一等ヲ加ヘ 三犯以上ハ懲役一年」と定められた。
1878年（明治11年）2月15日に山形県羽前国村山郡山に住む奥山真幸吉と中川代三郎が、2年前の1876年（明治9年）4月中に博奕カルタを千組余製造して、1組につき2銭5厘または3銭5厘で売り払ったと山形警察署に自首してきた。2月19日に福島裁判所で改定律例第271条により懲役80日が申しつけられたが、山形県十等警部の小田原秀楢は判決が不当であるとして大審院に上告した。それにより福島裁判所山形市應の判決は破毀（はき）となり、仙台裁判所で審判することとなった。（『大審院刑事判決録大審院刑事判決録』）
1879年（明治12年）、啓蒙思想家で文学博士の西村茂樹が記した『西國事物紀原』には、「骨牌ノ戯ハ 第十四期ノ中葉法蘭西（フランス）人ノ發明スル所ニシテ 是ヲ以テ其王沙爾（シャール）第六ノ狂病ヲ慰メント云フヲ普通ノ説トス」とあり、英米のプレイングカードにはフレンチスートが採用され普及していることから、鋭い指摘がなされている。同年9月10日に文部省からオランダ人のフォン・カスター（漢加斯底爾）が翻訳した『百科全書戸内遊戯方』が刊行され、プレイングカードのことを「闘牌」と翻訳して、ウヰスト（ホイスト）、クリイベッジ（クリベッジ）、スペキュレーション、ルーといったルールが紹介されている。1885年（明治18年）12月12日、ジャーナリストの野村文夫が自宅のある神田雉子町（現・千代田区神田司町）に起こした團々社が『西洋遊戯 骨牌使用法』を出版すると、プレイングカードを「トロンプ」や「トランプ」という名称で輸入販売を開始。この名称は「カードの中で良きものをトランプと言う」という切札について説明した英文を「カードの中で良質なものをトランプと言う」と誤解したことに起因しており、「外国人がトランプと言いながら遊んでいたのを見て、日本人はトランプだと勘違いした」というのは根拠なき俗説にすぎない。
1885年（明治18年）12月1日、大阪から汽船東海丸で上京した老舗書肆（しょし・書店のこと）「綿屋（わたや）」の当主・前田喜兵衛は、12月25日に東京市京橋區鎗屋町1番地に八八屋花戦堂を開店すると試験的に花かるたを販売した。横浜の外国商館から西洋がるた（トランプ）を仕入れ、1886年（明治19年）2月には東京市日本橋區室町三丁目に、3月には東京市京橋區銀座三丁目に「上方屋」を開店すると、新聞広告を掲載して大々的に販売した。3月20日、千歳座（現・明治座）で、小野道風を三代目市川九蔵（七代目市川團蔵）が演じる歌舞伎『花合四季盃』を座主として上演した。当時の人たちは、花かるたの「五段目」という出来役からもわかるように、柳の傘妖怪（雨降小僧）を『仮名手本忠臣蔵』に登場する盗賊の斧定九郎だと認識していたため、前田喜兵衛のイメージアップ戦略により、平安時代の貴族で書家の小野道風へと図柄が差し替えられ、その花かるたが公然と販売されたことで、世間に大きな衝撃を与えた。さらに、5月9日にはめくりカルタを販売している。1888年（明治21年）の上方屋勝敗堂の花かるたの小売価格は、最上級品の赤裏と黒裏の2面の箱入りで75銭（現代の約1万5千円）、最下級品は6銭（現代の約1,200円）であった。
博奕カルタの製造販売が事実上の解禁となり、江戸時代から非合法で製造してきた京都の丸福商店（現・任天堂）、大石天狗堂、玉田福勝堂（後の日本骨牌製造）、臼井日月堂（後の京都カルタ製造）、玉水堂笹平（後の田中玉水堂）、山城與三郎商店、赤田猩々屋、中尾清花堂、大阪の土田天狗屋、四井商店、爲井福寿堂、河合福勝堂、十二花堂、徳島の坂東笑和堂、吉野堂は、合法的な製造業として表舞台に出られることとなった。1888年（明治21年）に意匠条例が制定されると、博奕カルタの製造が合法であることの証として、各製造元は挙って商標を登録している。
1890年（明治23年）、新潟県長岡市で出版された越後郷土史『温古の栞 十四篇』で大平与文次が記した「骨牌類」では「是を製造するは京家の人達が内職なりしと ＜中略＞ 賭博の要具と成せしゆゑ 公所に於て賣買を禁せらる故に三扇（みつあふぎ）或ひは札（ふだ）と名け 密かに夜仕入夜荷出して諸国へ運送せしと云う」と解説されており、「花かるたと云は 享保年中柳澤家盛んなる頃 将軍家坊主衆の發明製造せしものにて ＜中略＞ 當初は武家の婦女子専ぱら翫弄（がんろう）し 一旦中絶となりしが 文政年中より再發 終に賭博の要具に属す」と花かるたについても詳しく解説されている。
1902年（明治35年）2月7日、7月1日から施行予定の骨牌税にカルタ製造業者が反対して製造を中止したことにより、5千人の職人が失職した。それでも骨牌税が導入され、その影響もあって地方札の売り上げが激減した。さらには製造数を監視するために綿密な帳簿作りが課せられたことで、弱小の製造業者は廃業へと追い込まれていった。1935年（昭和10年）刊行の『産業の京都』には、任天堂の創業者とされる山内房次郎（房治郎とも表記）が代表を務める京都骨牌製造業組合の報告が掲載されており、明治31,2年には製造業者は40名に達するほど盛況を呈していたが、骨牌税の実施に伴い11名に減少したことが書かれている。
カルタ製造業者というのは、資金を出資して、製造過程を管理統括して、最終仕上げの検品選別と包装を行う問屋のようなもので、板木を彫る「彫師」、表紙の手摺りは「摺込」、石版刷の場合は印刷業者、表紙、厚紙、中入紙、尻紙を貼り合わせる「生地屋／地屋」、表面に艶がよく出るように生麩糊（しょうふのり）を塗る「糊引屋」、裏紙を黒や赤に染める「裏染屋」、裏紙を裁断する「裏断」、規定サイズにカットする「裁屋（たちや）」、切断面を研磨する「研磨屋」、札をローラーに通して艶を出す「艶出屋」と呼ばれるそれぞれ独立した職人がいて、裏紙を折り返して貼る「縁屋（へりや）／裏貼り」は主婦たちが内職としてやっていた。そのため、京都では製造元が異なっても同じ職人が携わるケースが多かった。
地方札のそれぞれの名称は、製造元が品名を識別するための業界用語であり、使用地においては、単に「カルタ」や「札」と呼ばれていた。地方札は一般の小売店で販売されるというより、全国各地にあった賭場へ供給されており、警察の摘発による減滅に伴い、昭和中期頃までにはほとんどの地方札が製造中止となっていった。一部の地方札は現在でも入手が可能ではあるが、これはコレクターを対象に復刻されたものがほとんどで、実際に遊ぶために販売されているのは「株札」のみといっていい。

## 技法
安土桃山時代に南部利直の家老・八戸直栄が、移封先の遠野（現・岩手県遠野市）で「せい」というカルタ博奕に直参衆と耽っていたことを、遠野盛岡屋敷勤番の宇夫方廣隆が1763年（宝暦13年）に『遠野古事記』で綴っている。また、この時期は「せい」という博奕はまだなく、「加宇（カヴ）」ではなかったかとも書かれている。しかし、カブやキンゴといったカードの合計値を競うアディング系（バンキング系）の技法は、賭博に適しており、カルタの伝来と同時期に伝えられた技法と考えられ、キンゴはバースト系なので、カブと似ているようでプレイ感が異なる。「せい」とは「キンゴ」の異称で、全てが青色のパウ（棍棒）の紋標、馬と切の省いた40枚で構成されたキンゴ札が作られたことで、「青（せい）」と呼ばれたものと考えられるが、1751年から1781年までの宝暦・安永期に出版された大坂の阿波屋善七・平八板『新板当世緒勝負双六』には、オウル（金貨）の紋標のカルタが描かれた「きんごかるた」のマスがあるので、キンゴ札のスートがパウ（棍棒）に限定されていたわけではない。また、1757年（宝暦7年）、小浜町（現・福井県小浜市）で酒造業を営む藤兵衛（木崎惕窓）の書いた随筆『拾椎雑話（しゅうすいざつわ）』には、1704年から1716年までの宝永・正徳期に「せい」というカルタが多く流行ったと書かれている。
1640年（寛永17年）までには成立したと考えられる『仁勢物語』（『伊勢物語』を逐語的にもじった仮名草子）や、1671年（寛文11年）に中川喜雲が記した仮名草子『私可多咄・巻の一・二』では、カードの強弱を一巡ごとに競うトリックテイキングゲームで、切札になったパウのソウタがアザよりも強くなるという当時流行したルールの知識を前提にした諧謔（ユーモア）が書かれている。美術工芸品蒐集家の藤井孝昭の藤井永観文庫旧蔵品（現・立命館大学所蔵）で、寛永期の京都六条柳町（通称：三筋町）の遊里を描いた『かるた遊び図』では、遊女3名と男客2名が48枚の天正かるたでトリックテイキングゲームに興じており、手札が9枚ずつ、死絵が3枚、9個（トリック）を競っていたことがわかる。福井市にある大安禅寺が所蔵する『南蛮船図屏風』でもポルトガル船上でカルタに興じる南蛮人たちの姿が描かれており、5人によるトリックテイキングゲームであったと推定される。北西アフリカのカーボベルデのサン・ニコラウ島には、ポルトガル人から伝えられた「グリティパウ・Guritipau／強い棍棒という意」という2人対2人のチーム戦のトリックテイキングが伝えられており、手札が9枚であること、切り札の決め方やカードの交換、切り札になったときのスートによるカードランク（強弱）が「うんすんかるた」の「八人メリ」の技法と類似する。
1686年（貞享3年）に医師で歴史家の黒川道祐によって漢文体で記された『雍州府志（ようしゅうふし）』では、「互ニ所ノレ得ル之札合セ二其ノ紋ノ之同キ者ヲ一其ノ紋無キ二相同キ者ノ一為スレ負ト是ヲ謂レ合ト言心ハ合ルノ二其ノ紋ヲ一之義也（互に得る所のこの札、その紋の同じきものを合せ、その紋相同じき無きもの負けと為す。これを合（アハセ）と謂い、言う心はその紋を合わせるのこれ意味なり）」と解説しているので、この「合（アハセ）」は、スートをフォローできなければ負けと判定するトリックテイキングであると理解できる。しかし、「合わせ」とはカシノ系（フィッシング系）の技法を指すのが一般的であり、カルタ伝来当時、トリックテイキングを日本では何と呼ばれていたかが分かる文献が見つかっていない。インドネシアでは、ポルトガル人から伝えられた「トルフ・Truf／切り札という意」というトリックテイキング系の技法が伝承されており、日本においてもポルトガル語で切り札を意味する「トルンフォ・trunfo」のような技法名で伝えられた可能性が少なからず考えられる。
『雍州府志』では、他に「讀（ヨミ）」の解説と、「加宇（カヴ・cabo／末端という意）」「比伊幾（ピイキ・picky／選択という意）」「宇牟須牟加留多（ウンスンカルタ・ums cartas）」の技法名が列記された後に「其ノ法有リ二若干一畢竟博奕ノ之戯ナリ（その技法は若干あり、つまるところ博奕のこれ戯れなり）」と書かれている。加宇とは「引きカブ」や「五枚カブ」のような手札配布形式、比伊幾とは「おいちょかぶ」や「京カブ」のような場札選択形式、ここで言う宇牟須牟加留多とは75枚のカルタではなく、48枚のカルタを使用する「金吾（キンジ・quinze／15という意）」のことだと考えられる。カブ競技においては、今日でも合計値が8になることを「オイチョ・oito／8という意」、合計値が0になることを「ブタ・puta／クソという意」と呼んでいるが、ポルトガル語に由来する。また、「金吾」では、札の合計数が16以上になりバーストすることを「バレタ」と言うが、ポルトガル語の「バレ・balé／踊るという意」が語源だと考えられる。
1649年（慶安2年）に編纂された狂歌本『吾吟我集（ごぎんわがしゅう）』や1677年（延宝5年）に井原西鶴が書いた『俳諧大句数 第二：兄何』には「数えがるた」、1681年（延宝9年）出版の評判記『吉原下職原（よしわらげしょくげん）』には「目指かるた」という技法名が見られる。これらは手札を早くなくした者が勝利するゴーイングアウト系で、当時は「数える」ことを「読む」と言い、広くは「読みがるた」と呼ばれており、1673年（寛文13年）に寒河正親が書いた『子孫鑑』には「一銭二銭がけによみがるたといふ事を例年手ずさみ」とある。ポルトガル人は「一切（pin-chri・ピンキリ／1から王までという意）」や「羅連（raren・ラレン／枚数を減らすという意）」、「ぽか（poça・ポカ／水溜りという意）」、「かっくり（caccuri・カックーリ／イタリアの地域名）」と呼んでいたとも考えられる。1707年（宝永4年）から1708年（宝永5年）に編纂された狂歌本『一騎討後集』や、1714年（正徳4年）に編纂された狂歌本『都ひながた』では「奈良読み」という技法名が見られる。これは和歌の修辞技法で、奈良に掛かる枕詞が「青丹（あおに）よし」なので、青二（パウ２）がオールマイティで強いことから、そう呼ばれた可能性があり、「青二（アオニ）」はその異称と考えられる。アザ（パウ1）、青二、釈迦十の3枚は「三皇（さんこう）」と呼ばれ、どの札としても扱うことができる「化札」であり、特別に強い札であった。1728年（享保13年）1月3日、摂津国伊丹（現・兵庫県伊丹市）の裕福な造り酒屋の八尾八左衛門は、同業者や俳人たちとの交際の中で「よみかるたを打ち、百文（現代の2500円）ほど負けた」と自身の日記に書き留めている。金彩のある札でアガリとなった場合には追加得点が与えられたり、配られた手札の中に特定の組み合わせがあれば手役となるヴァリエーションルールが追加された。1770年（明和7年）に太楽によって書かれた『雨中徒然草』では、「読み」における90種を越える手役が紹介されており、どこまで実用的であったのかが疑問視され、手引書というより娯楽趣向の強い本であったと考えられている。
「麻雀」のように手札を入れ替えていくことで、手役を作るラミー系の技法は、江戸時代を通じて確認されておらず、天正かるたに中国の紙牌の技法の影響は見受けられないが、紙牌では役札を赤色で着色する工夫が見られることから、日本で役札に金銀彩を施すようになったのはその影響によるものなのかもしれない。初期の「読みかるた」では、赤色のイス（刀剣）の紋標札12枚を取り除いて遊ばれており、当時来日していたポルトガル人たちが、カードを取り省いたショートデッキのことを「omitir carta」と呼んだため、これを日本人の耳には「ヨミカルタ」と聞こえ、齟齬が生じたのかもしれない。スリランカには、ポルトガル人からドラゴンカードを32枚に減らして遊ぶ「Omi・オミ」というトリックテイキング系の技法が伝承されており、インドネシアのスラウェシ島ではポルトガル人から伝えられた40枚のドラゴンカードを使って遊ぶトリックテイキング系の技法のことを「M'bujang Omi・マブジャンゴミ」、カードそのものを「kartu・カルツ」呼んでおり、聖杯の札を「Kopasa・コッパサ」と呼び、日本と同じように天地を逆さまにして、パインナップルと認識されている。
1661年（寛文元年）頃に浅井了意の仮名草子『浮世物語』には「迦烏追重（かゔおいてう）」の記述が、1663年（寛文3年）に書かれた遊女評判記『空直なし』には「きんじ（→キンゴ）」の記述が見られる。1681年（延宝9年）の噺本『当世口まね笑』では、「博奕打ちが聞きて、我等も同じ事じゃ。カルタに阿毘羅吽欠（あびらうんけん）や三枚ボウロンが入立てば、程なく裸に相成りまする」と書かれている。この阿毘羅吽欠は五字からなる呪文なので「5が3枚で15のキンゴ」、ボロンは仏教用語で祈願成就を意味するので、三枚ボウロンとは「ゾロカブ（3が3枚で9のカブ）」を指していると考えられる。この頃、囲女郎（かこいじょろう）のことを揚げ代が銀15匁（約25,000円）だったことから「キンゴ」と呼んでおり、1682年（天和2年）の井原西鶴の浮世草子『好色一代男』には「庭には金吾（キンゴ）の長持をはこび、井筒屋に出入やり手迄も光をかさる桐のとをもらひ」と書かれている。
1686年（貞享3年）に井原西鶴が書いた浮世草子『本朝二十不孝』では「三枚かるた」に興じる挿絵が描かれており、1700年（元禄13年）の『御前義経記（ごぜんぎけいき）』には「片肌ぬいで四十八願の絵合、後には三枚がるたのおせおせ」とあり、この「三枚かるた」は「三枚かゔ」とも呼ばれるカブ系の技法名だが、「跡先（アトサキ）」を指す場合もあり、「競馬（セリウマ）」、「半貫（ハンカン）」や「満貫／萬貫（マンガン）」は、同系統の技法であったと考えられる。同年、落語家の鹿野武左衛門が書いた噺本『鹿の巻筆』に収録されている「三人ろんぎ」では、「又三郎兵衛はかるたをすきて、讀の、合せのかゔなどゝいふ事のみ深く望みけり」とカルタ好きのキャラクターが登場する。1687年（貞享4年）の井原西鶴の浮世草子『懐硯』や1703年（元禄16年）の雨滴庵松林（うてきあんしょうりん）の『風流夢浮橋』巻4の1「咄の多餝万の乗合」には「跡先」が出てくる。1724年（享保9年）頃に柳沢淇園が書いた随筆『独寝（ひとりね）』には、めくりカルタのうち、十一、十二の札を除いた四十枚を用いて行なう賭博で、ひとりに1枚ずつ配り、残りの札を親から順に1回あるいは2回引き、手持ちの札との和のひとけたの数が九に近いものを勝ちとする。一九、二九などの数が出れば一番強いことになると記されている。1785年（天明4年）の浄瑠璃『伽羅先代萩（めいぼくせんだいはぎ）』には「おいてうかぶ、たんぶた、うんすん」とある。
1721年（享保6年）に執中堂西山子（しっちゅうどうせいざんし）が記した『教訓世諦鑑（きょうくんせたいかがみ ）』では、「哥留多と云へる数四十八枚あるものをもつて 勝負の品をのをわかつに 半のかずに三五七九とあたるを勝とし、二四六八を皆まけとす。是は哥留多三をもつて 其長と半との印を見る。爰において かう おいてう など云へる色々の名あり」とあり、1770年（明和7年）出版の『浪華獅子』には、技法名が幾つか列記されており、その中には「長班（ちょうはん）」がある。これは3枚のカルタの数値の合計下一桁が、偶数（丁）か奇数（半）かに賭ける賭博である。
1705年（宝永2年）出版の笑話本『軽口あられ酒』では「釈迦は極が百文なり、合わせも百に立つ、汝五十にねぎる事、三国一のこの釈伽を青二にするかと言われたり」と書かれているので、「合わせ」においては、金銀彩が施された札が高得点であったことを示している。また、1721年（享保6年）出版の『教訓世諦鑑』では、「二と二とを合せ、五と五とをあわせ、次第次第にその数に合せて勝負を成すをば、あわせ哥留たと云ふ」とあり、1741年から1748までの寛保年間の風俗を記した『江府風俗志』でも「合はかるたにて数を合せ勝負する事也」と書かれており、「合わせ」がトリックテイキング系ではなく、カシノ系（フィッシング系）の技法の意味で使われている。元々は「馬飼（バカ・vaca／牛という意）」と呼んでいた可能性も考えられる。さらに江戸では出来役に「團十郎（あざ,青二,釈迦十）」「海老蔵（あざ,海老二,釈迦十）」「仲蔵（青七,青八,青九）」といった歌舞伎役者の名前をつけて「合わせ」を「めくり」と呼ぶようになった。また、赤七,赤八,赤九の三枚の札のことを「赤蔵／赤花」と呼んでいる。山札からめくる技法においては、それが何の札かわからないので、「めくり札」のことを「目くら札」とも呼んだりしている。山札からめくって場札と合わせる行為の類例を海外の技法には確認できず、日本特有のものである。1768年（明和5年）頃にはこの「めくりカルタ」が大流行している。1769年（明和6年）頃に書かれた洒落本『間似合早粋（まにあいはやずい）』では、手札か床札のどちらかで合わせる技法のことを「半目くら」と言ったりしている。1770年（明和7年）の夢中散人（むちゆうさんじん）寝言（ねごと）先生の洒落本『辰巳之園（たつみのその）』には「おいらも裾つきの丁字屋でめくりを打て六七百まけて」とあり、1780年（安永9年）の南陀伽紫蘭（なんだかしらん）の洒落本『玉菊燈籠弁（たまぎくとうろうべん）』には「役者でいわばゑび蔵か めくりなら仲蔵 むべ山ならば文屋のやすひでといふ人だが」と書かれており、1789年（寛政元年）の『新版咄会 御祓川（しんばんかいわ おはらえかわ）』では、「天正がるたと申しまして まず半目くらと申すが手に六枚持ち 下に六枚 中の札と合して勝負を爭ひます」と説明されている。
1781年（天明元年）出版の洒落本『記原情語（きげんじょうご）』には「今専世に時行めくりは、天性（てんしょう）といふ物より出て、元は上方のもの也。それを東にて作り直せし」と書かれており、同年出版の洒落本『当世繁栄通宝（とうせいはんえいつうほう）』では、「天正」に「めくり」とルビが振られ同義語となっている。浮世絵師で戯作者の山東京伝による1789年（天明9年）出版の『新造図彙（しんぞうずい）』の青桐のところで「不見転（見ず出）」について書かれており、同年出版の『孔子縞于時藍染（こうしじまときにあいぞめ）』には５人で「めくり」に興じる場面の挿絵があり、それぞれの膝下には得点の碁石が置かれ、札を持っているのが３人なので、花かるたの技法「八八」の出降りと同じルールが採用されていたことがわかる。『博戯犀照』には、「フケル これは數少き時は勝になれば多き札をも捨るをいふ」と解説されていて、吹き消し（フケ）のルールが採用されていたことがわかる。1790年（寛政2年）出版の山東京伝の黄表紙『玉磨青砥銭（たまみがくあおとがぜに）』には「世の中に遊んでいるものは、めくり札と銀煙管ばかりなり」とある。1795年（寛政7年)の江戸北町奉行所の同心による報告資料『博奕仕方』ではめくりの技法が詳細に解説されている。めくりは「花かるた（花札）」の主要な技法として、現代まで受け継がれている。

## 地方札

### ４スート系

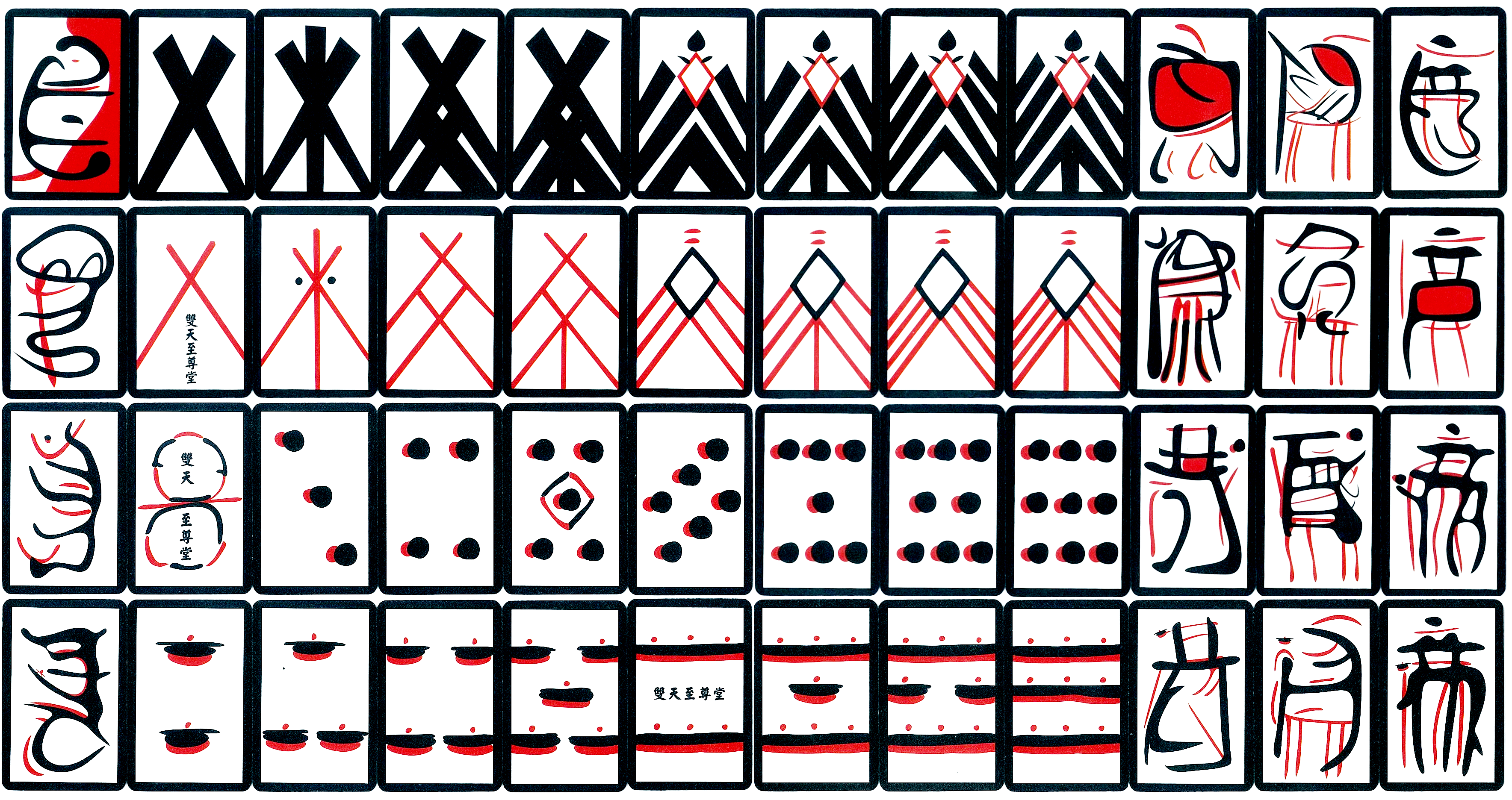
小松

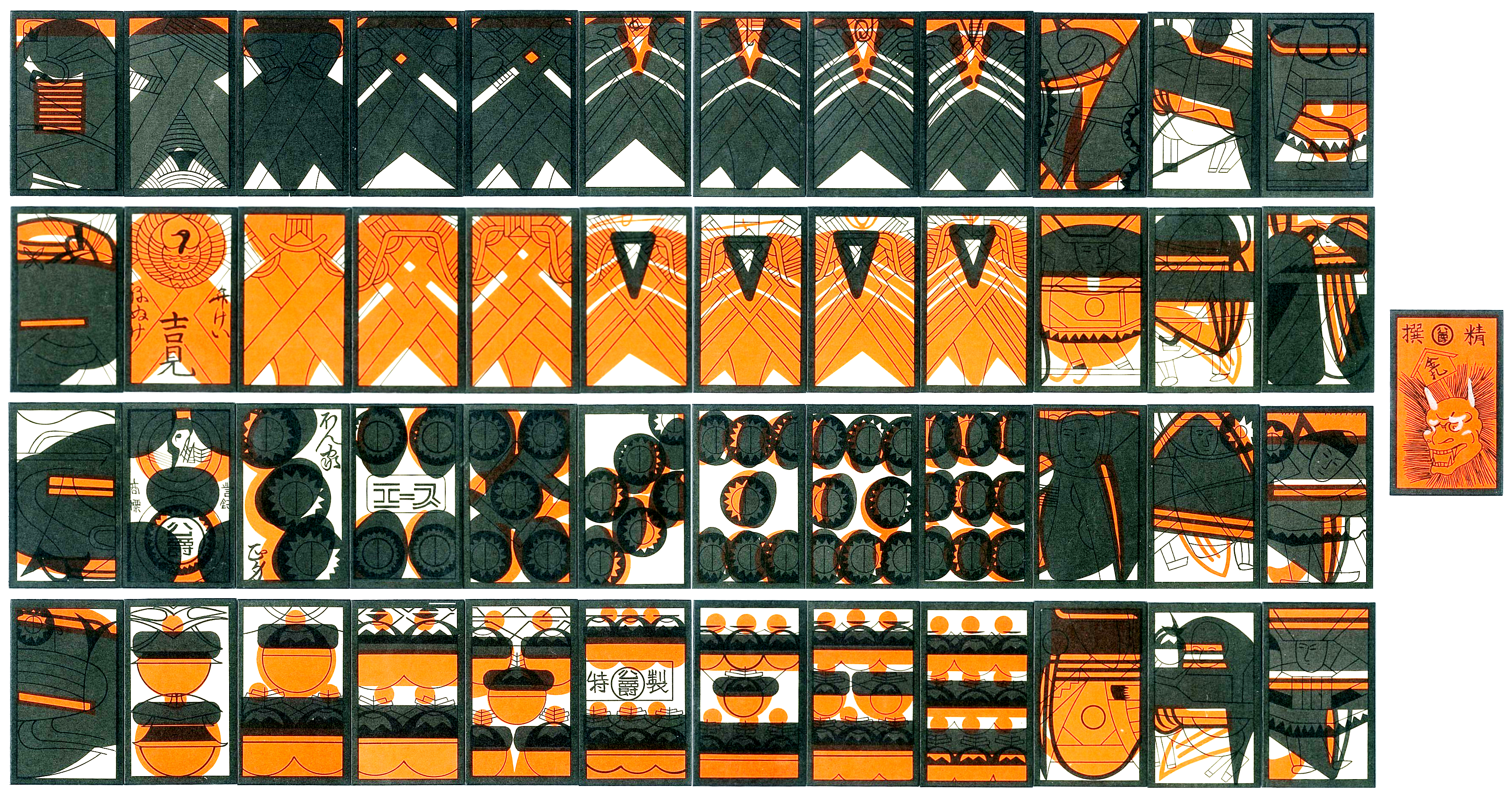
黒札

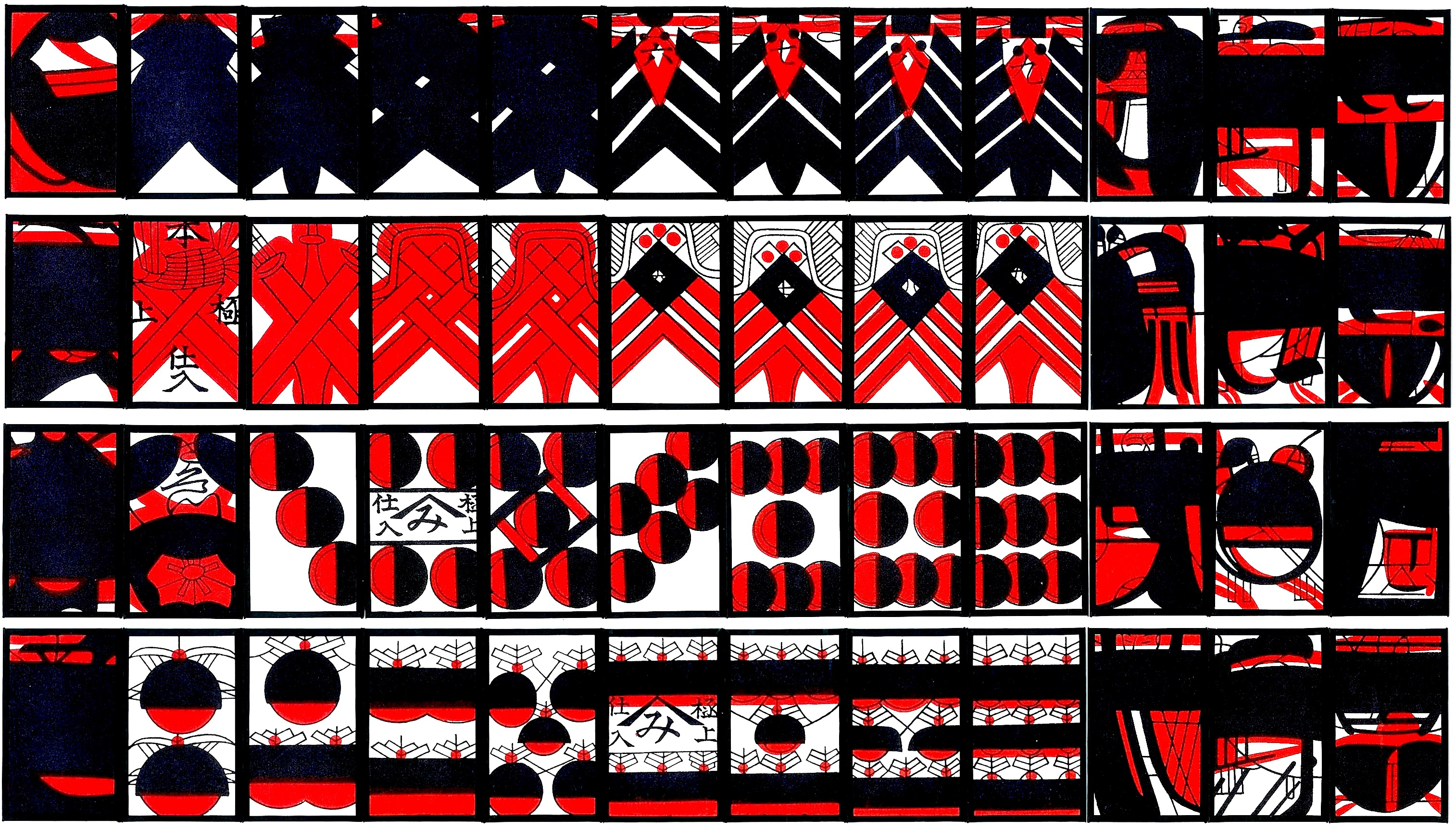
櫻川

棍棒、刀剣、金貨、聖杯の4スート各12枚計48枚＋鬼札、白札等。
- 小松（こまつ）　1～12　計48枚　江戸時代に京都の烏丸通五条下ル・上大坂町にあった松葉屋が製造していたカルタの後継型。現在のカルタサイズと同じように小型化しており「小版の松葉屋カルタ」を省略したのが名称由来だと考えられている。福井、石川、和歌山で使用されていたが、現在は福井県の２地区で別々の技法で遊ばれている。福井県越前市の矢船町カルタ保存会（現在は解散）が京都の松井天狗堂の全面支援の元、平成8年、9年、11年の三度に渡り復刻版を製造している。「最後の読みカルタ」として、読み系「カックリ」、合わせ系「シリンマ／ドンチャン」、めくり系「ジュウダン」と技法も多彩。本来48枚構成であるが、鬼札・白札を入れて50枚構成のものもある。
- 赤八（あかはち） 1～12　鬼札　白札　計50枚　江戸時代に京都の五条橋通・醍醐町（後に高倉町へ移転）にあった布袋屋が製造していたカルタの後継型。五光や高得点札には金銀彩が施されており、赤八（イス８）に円環があることが名称由来。近畿地方、中国地方、四国地方、宮崎を中心に広範囲の地域で使用された。「中画（ナカエ）」「オテアゲ」とも呼ばれ、単に「めくり札」と言う場合、この「赤八」を指すことが多く、昭和後期まで製造販売されていたこともあり、裏貼りが赤と黒の両方が存在する。技法「タオシ」が『とばくの栞』に詳しく解説されているが、主に「テンシュ」の技法の得点体系に準拠した金銀彩が施されている。
- 伊勢（いせ） 1～12　幽霊札　計49枚　江戸時代に京都の正面通・鍵屋町にあった鍵屋（任天堂の前身）が製造していたカルタの後継型で、「赤八」から金銀彩を排除した廉価版。赤二（イス２）の僧侶（親鸞と考えられる）の絵が特徴で、愛知、三重、岐阜、山梨、滋賀、石川を中心に広範囲の地域で使用された。供給先の尾張徳川家の合印から「丸八」の異名を持ち、「東海のシーラカンス」とも称される。めくり系「テンショ」、読み系「ショッショ／ヒヨコ」「イスリ」、カブ系「初二番」「半貫」「エイ目作り」などと技法も多彩で、『司法資料第121号』に記録されている。技法から「テンショ札」「キンゴの札」とも呼ばれる。
- 福徳（ふくとく） 1～12　鬼札　白札　計50枚　江戸時代に京都の五条橋通・中嶋ニ丁（※鴨川にあった中洲だが現在は消滅）にあった笹嶋屋（笹屋）が木版合羽摺で製造していたカルタの後継型で、福井、石川、富山、長野、群馬、栃木で使用された。戦国時代に東国や奥州で使われていた年号「福徳」が名称由来だと考えられ、「幸福」と「利徳」を併せた縁起の良い言葉。めくり技法「テンシュ（富山の方言で「天正」が訛ったもの）」「千十（セントウ）」「八十八（ハチジュウハチ）／ぶっ殺し」が確認されている。『黒部市荻生郷土史』には、「壺玉（ツボタマ）」というスートを合わせる賭博があったことが記録されている。太鼓二（オウル２）に「福徳」と書かれているのが特徴で、任天堂や日本骨牌製造では、この札を除いて「黒馬」と図案を共用する。大石天狗堂や日本骨牌製造では、全ての札に銀彩が施された「惣金福徳（そうきんふくとく）／惣金福（そうきんふく）／玉かるた」や小型版の「小福徳（こふくとく）」が作られている。
- 櫻川（さくらがわ） 1～12　白札　計49枚　江戸時代に京都の五条橋通・塩竃町（しおがまちょう）（後に正面大橋西詰に移転）にあった湊屋（大石天狗堂の前身）が製造していたカルタの後継型で、石川、富山で使用された。太鼓二（オウル２）に「さくら川」と書かれており、大石天狗堂ではこの札を除いて「福徳」と図案を共用しているが、銀彩は一切入っておらず、「福徳」の廉価版という位置付けで、世阿弥元清によって作られた謡曲「桜川」の無駄を削ぎ落とした様式美とイメージが重ねられたものと考えられる。現在、大石天狗堂では復刻版を販売している。
- 黒馬（くろうま） 1～12　鬼札　白札　計50枚　静岡、新潟、岩手、青森、北海道で使用された。聖徳太子が黒馬に跨って、富士山を飛び越えたという黒駒伝説をイメージして、太鼓二（オウル２）に黒馬が描かれたと考えられる。日本骨牌製造ではこの札を除いて「福徳」と図案を共用する。
- 三ツ扇（みつおうぎ） 1～12　鬼札　計49枚　江戸時代に京都の寺町御池下ル町にあった大和屋が製造していたカルタの後継型で、北陸地方、北海道で使用された。太鼓二（オウル２）に三枚の扇が円状に描かれ、博奕カルタの製造に精通していなかったからなのか、一（ピン）と切、十と馬の関係において、骨摺と上絵にズレが生じており、後世の製造元ではそのエラーすら忠実に継承している。江戸時代から新潟では「三ツ扇」と呼ばれていたこと、「役めくり」の５つ役が『温古の栞 拾四篇』に紹介されている。『岩伍覚え書』（宮尾登美子、昭和52年）の函に中尾清花堂のデザインが採用されている。昭和後期まで製造販売されていたこともあり、裏貼りが赤と黒の両方が存在する。
- 黒札（くろふだ）　1～12　鬼札　計49枚　江戸時代に京都の五条橋通・間之町（あいのまち）にあった鶴屋が製造していたカルタの後継型で、花巻川口町の漆澤亀太郎、及川直治、鶴田久太郎、土澤町（現・花巻市東和町）の吉見、盛岡の佐々木らによって製造され、青森、岩手、北海道で使用され、「南部札」や「花巻かるた」とも呼ばれる。1934年（昭和9年）の時点で、鶴田屋以外の製造元は休業しているが、年間7、8,000組が作られ、三陸沿岸、八戸、青森地方と北海道方面へ供給された。オウル（金貨）の円の縁にギザギザがついているのが特徴で、黒紙で裏貼りされたカルタは「黒札／黒かるた」とも呼ばれていたことから、その名残とも言える。異称として「ねぬけ」とも呼ばれ、「根抜け」とは「はえぬき」「最上」を意味しており、イス２に変体仮名で書かれている。キンゴ系技法「どんちく」をはじめ、めくり系技法「めくりっこ」が確認されている。十和田市周辺では「どんびき」と呼ばれるめくり系技法で遊ばれていたが不詳。青森県三度郡三度町の野瀬正観音堂の厨子には、鶴田屋（後の大日本観光堂）製の「黒札」が貼られており、「刈田堂（カルタ堂）」とも呼ばれ、博奕の神様として祀られている。
- 黒かるた（くろかるた） 1～12　計48枚　幕末には山形市小荷駄町で沼沢権吉が製造して、秋田、山形で使用された。パウ（棍棒）のピン（アザ），二，三，十，馬，切，イス（刀剣）２，太鼓二（オウル２）に金彩が入っている。中川代三郎が製造した包装ラベルには「黒かるた」と記されており、この札を「馬かるた」と呼ぶのは誤った認識からくるものである。
- 小獅子（こじし） 1～12　鬼札3枚　計51枚　新潟、群馬、栃木で使用され、「小猪子」とも表記されていた。札のサイズがより小型化されており、鬼札が3枚あるのが特徴。製造元では「越後小花」を「小獅子」と呼んでいたことから、その関連性が指摘されている。
- 金極（きんぎょく） 1～12　鬼札　計49枚　江戸時代に大阪の新町通（後に南久寶寺町へ移転）にあった大坂天狗屋（土田天狗屋の前身）が、京都の製造メーカーに特注していたカルタの直系で、岡山、鳥取、福岡、熊本で使用された。「金入極上」が詰まって「金極」になったと考えられ、大阪では「金龍」と呼ばれていた。オウル（金貨）の円の縁にギザギザがついているのが特徴で、パウ５に金彩で千成瓢箪が描かれていることから「千成」の異名を持つ。2008年（平成20年）に岡山県の旧家からまとまって発見された。
- 下天正（しもてんしょう） 1～12　計48枚　山口、大分で使用され、「下天（しもてん）」とも呼ばれていた。
- 地天正（じてんしょう） 1～12　鬼札　計49枚　江戸時代に京都の五条橋通・醍醐町にあった布袋屋が製造していたカルタの直系で、長崎、佐賀、熊本、鹿児島で使用された。1815年（文化12年）に長崎出島のオランダ商館荷倉役をしていたヤン・コック・ブロンホフがオランダへ持ち帰った札は、古い布袋屋の板木で刷られたもので、当時、長崎で遊ばれていためくり系の技法が文書で報告されており、2016年（平成28年）に臨川書店から出版された『ブロムホフ蒐集目録』に訳文が収録されている。
- 小天正（こてんしょう） 1～12　鬼札　計49枚　長崎、佐賀、熊本、鹿児島で使用された。「地天正」の小型版で、「めくり小天正」とも呼ばれる。1931年（昭和6年）までは鹿児島へ供給された記録が残されている。
- 加義哉（かぎや）1～12　計48枚　江戸時代に京都にあった銭屋が製造していたカルタの直系で、福島、岩手、青森で使用された。これを40枚にしたのが静（せい）で、細の吉の祖型にあたる可能性があるが不詳。
- 壽老山（じゅろうさん）1～12　計48枚　山梨、長野、静岡で使用された。江戸時代に京都の寺町二条にあった柏屋が製造していたカルタの後継型。「壽老」とも呼ばれる。太鼓二（オウル２）に柏紋が描かれいる。これを40枚にしたのが山西（やまにし）であるかのように『司法警察特殊語百科辞典』では示唆されているが不詳。
- 一二三（ひふみ） 1～12　鬼札　計49枚　沖縄県の旧・具志川市（現・うるま市）では、「字札」や「島札」とも呼ばれ、札には図柄ではなく漢字が書かれているのが特徴で、現在でもめくり系技法が継承されている。切にあたる札には「車」と書かれており、これは琉球象棋（チュンジー）の影響と考えられる。1999年（平成11年）までは、地元の三角商店が製造販売していたが、廃業に伴い絶版。2022年（令和4年）に東京のカフェ＆ゲームバーことぶきから「島札」として復刻版が出された。

### １スート系

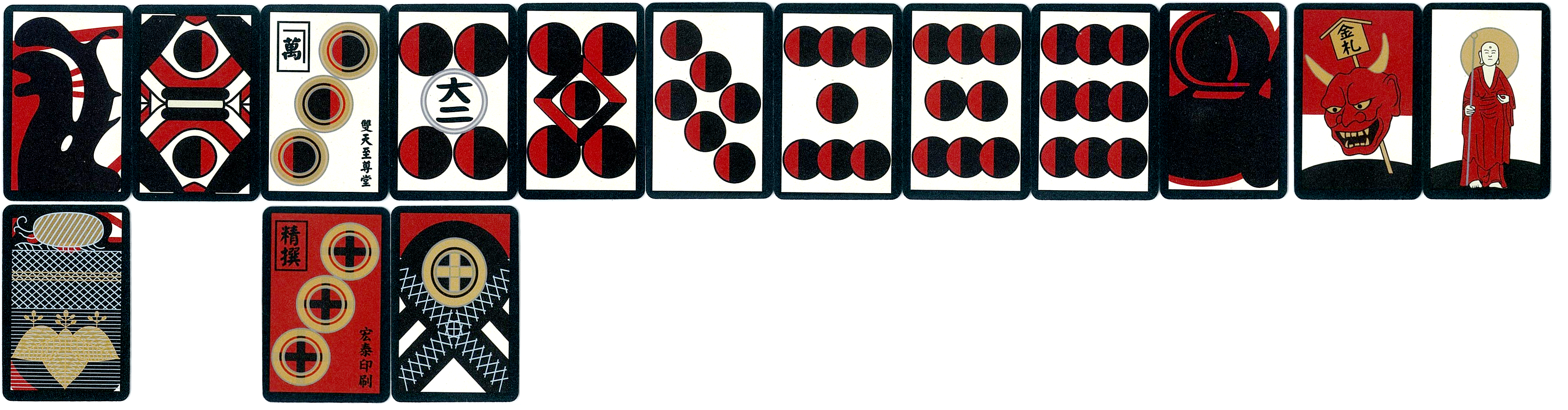
大二

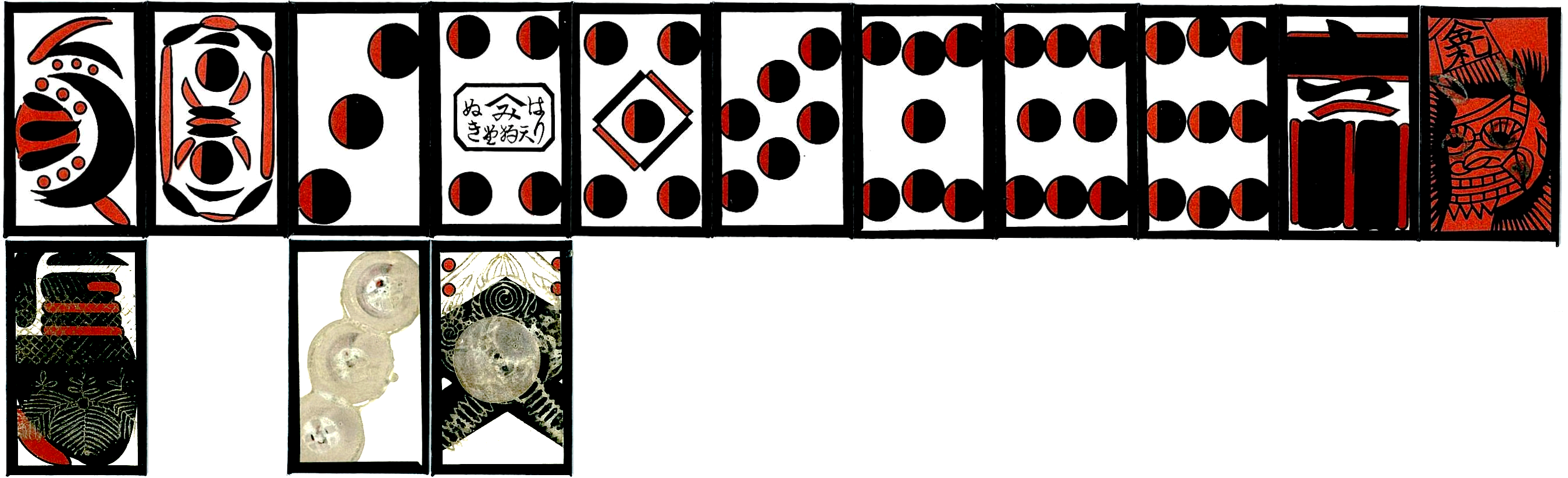
小丸

- 豆カルタ（金貨）※いずれも１と４の数札のうち１枚ずつ棍棒の札がある。また３の数札のうち１枚だけ金銀彩が施さられているのも特徴で、これは技法「クジュロク」に関係しており、1979年（昭和54年）発行『阿波町史』によると、徳島県のカルタ製造業者の影響が見られ、使用地は西日本に分布している。
  - 九度山（くどやま）1～12　各4枚　鬼札　白札　計50枚　和歌山、香川、島根、鳥取で使用された。10、11、12は絵札。技法「金吾（キンゴ）」において、豆六（オウル６）は真田家家紋の六文銭に見えることから、特殊なカードで４にも５にもなり、真田信繁の配流先が呼称の由来で「くどさん」と呼ぶのは誤認識。三の札の豆の並びが左上から右下で、オウル（金貨）の円の縁にギザギザがついているのが特徴。昭和後期まで製造販売されていたこともあり、裏貼りが赤と黒の両方が存在する。
  - 大二（だいに）1～10　各4枚　鬼札　蔵札（地蔵）　白札　計43枚 九州地方、愛媛、山口、鳥取、滋賀、韓国、台湾、樺太で使用された。四の札に「大二」と入っているのが特徴で、製造元名だと考えられる。「豆札（まめふだ）」「大豆（おおまめ）」、二の札の丸が特に大きいことから「大二丸」とも呼ばれる。『小竹町史』によると福岡県の筑豊地区では「ガジ札」と呼び、3人だと「ボテ」、2人だと「ガジ」と呼ばれる技法で遊ばれたが詳細は不明。山口県長門市では「大二」を使用したカブ競技のことを「ムシナエ」と呼んだ。大石天狗堂では「大二」のことを「旧大二」、「目札」のことを「新大二」と呼んでいた。十の札が切（キリ）の図案になっているのが特徴で、三の札の豆の並びが右上から左下。全体的には「福徳」のオウル（金貨）の図案に近い。めくり系技法「九十六（クジュロク）」[注 1]が知られており、三の札をすべて取ると「三役（さんやく）」、四の札をすべて取ると「四役（しやく）」と呼んで加点役になる。二の札は全てが特殊札で1枚が10点となっている。金彩の施された札、一は「イーツン」，三は「イーサン」，四は「イーシー」と呼ばれ、「イー」とは「良い」という意味である。『岩伍覚え書』（宮尾登美子、昭和54年）の集英社文庫のカバーには任天堂が製造した「大二」の札が描かれている。
  - 目札（めふだ）1～10　各4枚　鬼札　白札　計42枚　四国地方、北海道で使用された。サイコロの出目に見えることから「目かるた」、古くは製造元名である「菊一（きくいち）」とも呼ばれる。大石天狗堂では「新大二」と呼んでいた。十の札が馬なのが特徴で、三の札の豆の並びが左上から右下で、「金極」のオウル（金貨）の図案に近い。技法「十枚株／相撲取りカブ」「馬九（マク）」。馬九については、技法名だけが徳島県防犯協会の『刑事警察大綱』に記録されており、具体的な遊び方については不明である。
  - 小丸（こまる）1～10　各4枚　鬼札　白札　計42枚　中国地方で使用された。「小豆（こまめ）」、古くは製造元名である「一楽（いちらく）」とも呼ばれる。十の札が切で、三の札の豆の並びが右上から左下で、「伊勢」の金貨（オウル）の図案に近く、「手本引」で使用する「豆札（まめふだ）」にデザインが受け継がれている（繰札の一から六）。技法「ヨシ」「誰（ダレ）」。
  - 豆一六（まめいちろく）1～6　各8枚　計48枚　近畿、中国地方、和歌山、福井で使用された。「手本引」で胴師が繰札として用いる。「寶引（ほうびき）」とも呼ばれている。
- 筋カルタ（棍棒）
  - 入の吉（いりのきち）1～12　各4枚　鬼札　計49枚　和歌山、三重、オーストラリアで使用された。技法は「三枚株」「五枚株」「金吾（キンゴ）」「四一（シッピン）／ドサリ」。使用地にオーストラリアとあるのは、オーストラリア北部へ農業労働者として、またトレス海峡諸島の木曜島でアコヤガイ（真珠貝）を採取するため、明治期より紀伊半島南部から日本人が大量移民したからである。48枚の「入の吉」を用いた「五枚株」が遊ばれており、先住民アボロジニにも伝播している。江戸時代にカネさが製造した「入の吉」の四の札の１枚には「吉」と銀彩が入れられ、徳島の吉野堂が製造した「入の吉」の九の札には「の吉」と逆字で入っていることから、役札に「吉」と入れたことが「入の吉」と呼ばれた所以であると考えられる。
  - 細の吉（ほそのきち）1～12　各4枚　鬼札　計49枚　和歌山、三重、福井で使用された。「入の吉」の廉価版。技法は「三枚株」「金吾（キンゴ）」「四一（シッピン）／ドサリ」。
  - 金青山（きんせいざん）1～12　各4枚　鬼札　計49枚　奈良、和歌山、三重、福井、長野で使用された。「入の吉」の全てのピン，二，十，馬，切の札に銀彩が施された豪華版。古型の株札の六の札には「金青」と書かれており、「青（せい）」の札に金彩が施されたので「金青（きんせい）」とも呼ばれ、豆系の「九度山」と対照的な存在である。技法「ボーピン」「ボーニ」「金吾（キンゴ）」「四一（シッピン）／ドサリ」。「ボーピン」と「ボーニ」は、『司法資料第121号』では「花札」の技法として「引きカブ」のバリエーションとして解説されているが、「入の吉」や「金青山」を使用する場合は、十，馬，切の各4枚の札が「亡絵（ぼうえ）」となる。
  - 株札（かぶふだ）1～10　各4枚　白札　計41枚　近畿地方を中心に、現在でも実用品として製造販売されている。元来は、馬(11)と桐(12)が入っていないという意味で「抜の吉」、「すじ札」、「筋かるた」「株かるた」とも呼ばれていた。十がトランプのような双頭キングになったのは明治期以降の変化である。技法は「追丁株（オイチョカブ）」「京カブ」「引きカブ」「五枚株」、ほかに「カチカチ／ジュンジュン／ドンドン／ガンガン」「誰（ダレ）」「金吾（キンゴ）」など。
  - 大一六（だいいちろく）1～6　各8枚　計48枚　主に樺太で使用されていたことから、「樺太花（からふとはな）」とも、「白ヌキ」「ヌキ札」とも呼ばれる。技法はホンビキ系の「樺太カブ」。『司法研究 報告書第20輯14：詐欺賭博の研究』に詳しく書かれている。
  - 白札（しろふだ）48枚の何も書かれていない札。近畿地方、中国地方、四国地方で、一から六までの漢数字を書き入れ、ホンビキの張札として使用した。